# KDE Software Compilation 4
KDE Software Compilation 4 або KDE 4 — четверта версія стільничного середовища KDE. Перший реліз відбувся 11 січня 2008 року. Випуск основних версій (4.x) планується кожні шість місяців, а додаткових (4.x.y) — щомісячно. Ця версія написана з використанням тулкіту Qt 4 та опублікована під ліцензією GPL.
Ця версія вносить значні оновлення у ключові елементи з KDEibs, особливо перенесення на Qt 4. Включає у себе новий мультимедійний фреймворк Phonon, фреймворк інтеграції пристроїв Solid та новий стиль за замовчуванням і набір іконок Oxygen. Окрім того, він включає в себе новий користувацький інтерфейс стільниці Plasma, який підтримує віджети стільниці, котрі замінюють окремі компоненти із KDE 3.
Однією з основних цілей KDE 4 є створення умов для більш легкого портування застосунків на інші операційні системи. Це стало можливо завдяки перенесенню стільниці на Qt 4, котре має підтримку не-X11 систем, враховуючи Mac OS X та Microsoft Windows.
Версії з 4.0 до 4.3 знані просто як KDE-, після версії 4.4 назва була змінена на KDE Software Compilation. До KDE SC входять тільки ті застосунки, графік розробки яких узгоджується із графіком розробки KDE SC. У тому числі з цієї причини до KDE SC не входять такі програми, як Amarok та DigiKam.

## Основні нововведення

### Загальні

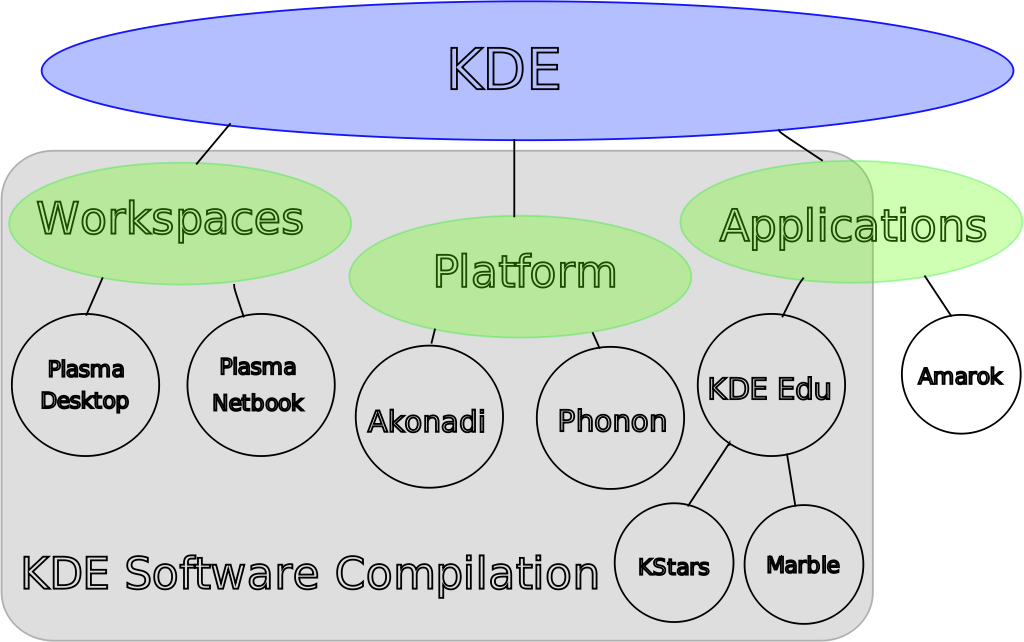
Структура KDE 4

Перехід на Qt 4 був спрямований на зменшення споживання пам'яті та пришвидшення роботи KDE 4 у порівнянні із його попередником KDE 3. Крім того, бібліотеки KDE, самі по собі, також мали стати більш ефективними. Тим не менш, випробування показують, що KDE 4.4 має найвище використання пам'яті на базовій конфігурації Ubuntu, у порівнянні із Gnome 2.29, Xfce 4.6 та LXDE 0.5.
Qt 4 доступно під ліцензією LGPL для Mac OS та Windows, що робить можливим функціонування KDE 4 на цих платформах. KDE наразі не підтримує встановлення на Mac OS X звичайним чином, для встановлення необхідно самостійно зібрати KDE із сирців. Станом на серпень 2014 року остання доступна та підтримувана версія під Mac OS X є KDE 4.12.5. Портування KDE під Windows ще не завершене, остання підтримувана версія — KDE 4.10.2. Обидва порти намагаються якомога менш модифікувати код, щоб зробити роботу на усіх платформах якнайбільш ідентичною.
Протягом Summer of Code 2007 був створений кеш іконок, що дозволив зменшити час запуску застосунків у KDE 4. Поліпшення були різні — Kfind, застосунок, що використовує більш ніж сотню іконок, що запустився у чотири рази швидше, ніж це було раніше. Решта застосунків та повна сесія KDE запустилися трошки більше, ніж на секунду швидше.
Багато застосунків у модулях Extragear та KOffice отримали чисельні поліпшення із новими функціями KDE 4 та Qt 4. Але, оскільки вони слідують своєму власному графіку випусків, вони не були доступні під час першого випуску KDE 4. До них належать Amarok, K3b, digiKam, KWord та Krita.

### Візуальні
Найбільш помітні для користувачів зміни — це нові іконки, теми та системні звуки, привнесені Oxygen Project. Вони являють собою відхід від стилю попередніх іконок, що мав карикатурний вигляд. Іконки Oxygen, навпроти, мають більш виглядають більш фотореалістично. Oxygen Project заснований на freedesktop.org Icon Naming Specification та Icon Theme Specification, що сприяє узгодженню між застосунками. Команда Oxygen використовувала допомогу спільноти для поліпшення візуальної складової KDE 4 з обома альтернативними наборами іконок та шпалерами, які були відібрані на конкурсі, що проводив Oxygen Project. Також впроваджено новий набір HIG задля більш стандартизованих макетів.
KWin, віконний менеджер із KDE віднині тепер підтримує свої власні композиційні ефекти, так само як Compiz.

#### Plasma
Plasma являє собою набір із переписаних компонентів з минулих версій KDE, а саме Kicker, KDesktop та SuperKaramba. Останній, двигун віджетів, притерпів особливо значних змін. Ціллю та основною ідеєю KDE Plasma є надання єдиного API для написання віджетів та плазмоїдів. Plasma, власне, і є візуальною частиною оточення стільниці KDE 4.

### Розробка
- Phonon — це новий мультимедійний інтерфейс для Qt 4, що являє собою інший підхід до мультимедійних рушіїв, ніж у попередніх версіях KDE. Основними цілями впровадження Phonon було забезпечення єдиного KDE/Qt стилю мультимедіа API, покращення мультимедіа застосунків KDE під Microsoft Windows та Mac OS та уніфікація роботи API та ABI. Phonon можна порівняти із DirectShow на Windows та QuickTime на OS X.
- ThreadWeaver — це бібліотека, що входить до kdelibs. Вона допомагає застосункам із KDE використовувати переваги мультиядерних процесорів.
- Kross — це новий фреймворк скриптів. Сам по собі, Kross не є скриптовою мовою програмування, але він спрощує задачу програмістам у додаванні та підтримці інших скриптових мов програмування. Після того, як застосунок надає підтримку Kross, розробники можуть використовувати будь-які мови програмування, підтримувані Kross. Додати нову скриптову мову програмування можна написанням плаґіна для Kross, що вигідно для усіх застосунків, які використовують його.
- Decibel — це заснований на Telepathy комунікаційний фреймворк, який мав використовуватись Kopete вже у KDE 4.2, проте був відкладений на невизначений термін.
- Strigi — це інструмент пошуку за замовчуванням у KDE. Він був обраний за швидкість та невелику кількість залежностей.[8] У поєднанні з іншими застосунками, такими як Soprano, фреймворк зберігання RDF, та NEPOMUK, Strigi надає початкові функції семантичної стільниці у KDE 4. Користувачі можуть позначати файли додатковою інформацією, використовуючи Dolphin, яку Strigi індексуватиме задля поліпшення результатів пошуку.
- KDE використовує CMake для збірки системи. Оскільки попередні версії середовища працювали тільки на Unix-подібних операційних системах, раніше використовувалися autotools, але тепер, після переходу на CMake, стільничне середовище може працювати на таких операційних системах, як Windows. Крім того, Cmake значно спрощує процес збірки.
- DXS, раніше відомий як GHNS (Get Hot New Stuff), наразі прийнятий freedesktop.org є вебсервісом, що дозволяє застосункам завантажувати та встановлювати дані з Інтернету у один клік. Він використовувався у KDE 3, але був розширений для використання під KDE 4. Одним із прикладів є KStars, який може використовувати астрономічні дані, що є безкоштовними для особистого використання, проте не можуть перерозподілятися. DXS передбачає, що дані будуть легко завантажені та встановлені безпосередньо із застосунка, а не вручну.
- Akonadi — це новий фреймворк PIM у KDE 4. Akonadi є об'єднанням декількох розрізнених PIM-компонентів із попередніх версій KDE. У минулому кожний застосунок мав свої власні методи для збереження інформації та обробки даних. Akonadi являє собою сервер, який надає функції обробки даних та пошуку в PIM-застосунках. Він також може оновлювати статус контактів. Таким чином, якщо один застосунок змінює інформацію про контакт, усі інші застосунки негайно будуть про це сповіщені.

## Історія версій

### KDE 4.0

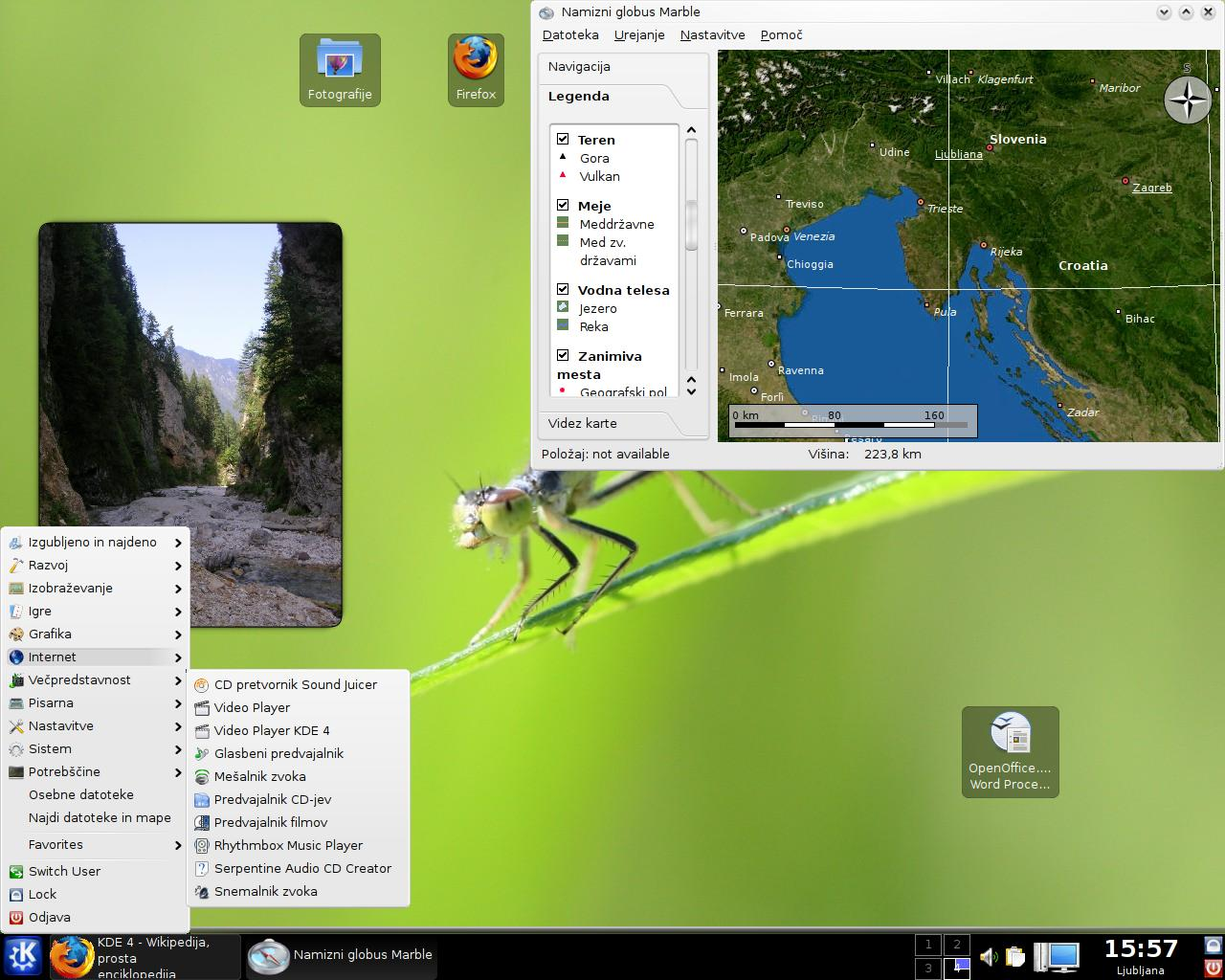
KDE 4.0.0

Більшість сил розробників пішла на реалізацію найновіших технологій та фреймворків у KDE 4. Plasma та Oxygen є двома найбільшими змінами, помітними для користувача.
Dolphin замінив Konqueror, як файловий менеджер за замовчуванням у KDE 4.0. Це було зроблено у результаті скарг на Konqueror, як на занадто складну програму, як для звичайного файлового менеджера. Тим не менш, Dolphin та Konqueror мають значну частину спільного коду. Окрім того, Dolphin може бути вбудованим у Konqueror для використання другого як файлового менеджера, як і було раніше.
Okular замінив декілька переглядачів документів, що використовувалися у KDE 3, таких як KPDF, KGhostVeiw та KDVI. Okular використовує програмні бібліотеки, що дає йому спроможність переглядати практично будь-які види документів. Як і Konqueror та KPDF у KDE 3, Okular може бути вбудованим у інші застосунки.

#### Пре-релізи
11 травня 2007 року KDE 4.0 Alpha 1, як відзнака закінчення додавання значних нововведень у базові бібліотеки KDE та фокусування на інтеграції нових технологій у застосунки та основну стільницю. Alpha 1 містила новий фреймворк збірки застосунків із впровадженням покращених апаратної та мультемедійної інтеграції через Solid та Phonon. Були інтегровані Dolphin та Okular, та було впроваджено новий візуальний стиль, завдяки іконкам Oxygen.
4 липня 2007 року було випущено KDE 4.0 Alpha 2. Реліз був сфокусований на інтеграцію стільниці Plasma, впровадження функціоналу та стабілізацію KDE.
2 серпня 2007 року була випущена KDE 4.0 Beta 1. Основні зміни впровадили кеш растрових зображень, який прискорює завантаження іконок, впровадження ефектів та конфігурацій KWin, KDE PIM, покращення взаємодії між Konqueror та Dolphin та впровадження підтримки Metalink до KGet.
6 вересня 2007 року була випущена KDE 4.0 Beta 2. У цій версії була впроваджена підтримка BSD та Solaris, додана графічна бібліотека Blitz, що дозволяє розробникам використовувати графічні ефекти, такі як анімовані іконки. Окрім того, Plasma інтегрована із Amarok.
16 жовтня 2007 року була випущена KDE 4.0 Beta 3. Цей випуск був сфокусований на закінченні дизайну бібліотек для релізу KDE Development Platform. Plasma отримала багато нових функцій, включаючи аплет браузеру. Освітній софт отримав чисельні вдосконалення.
30 жовтня 2007 року була випущена KDE 4.0 Beta 4. Це був останній випуск KDE 4.0 у циклі Beta. Перед тим, як переходити у цикл «реліз-кандидат» потрібно було виправити чисельні помилки. Зміни у цьому випуску стосувалися стабілізації та вправлення помилок.
У той самий час був випущений перший реліз-кандидат KDE 4.0 Development Platform, що містив усі основні бібліотеки KDE, потрібні для розробки, враховуючи високорівневі бібліотеки віджетів, шар мережевої абстракції та різні бібліотеки для мультимедійної інтеграції, апаратної інтеграції та прозорого доступу до ресурсів мережі.
20 листопада 2007 року був випущений Release Candidate (RC) 1. Цей випуск був названий «Реліз-кандидат», незважаючи на те, що Plasma потребувала подальшої роботи та не була готова до релізу.
11 грудня 2007 року був випущений Release Candidate 2. Кодова база була оголошена функціонально завершеною. Деяка робота все ще потребувалася для виправлення багів, завершення артробіт та користувацького досвіду.

#### Реліз
KDE 4 був випущений 11 січня 2008 року. Незважаючи на те, що він був помічений як «стабільний реліз», він призначався для тестерів. Користувачам, що бажали стабільності, пропонувалося залишатися на KDE 3.5.

#### Відгуки
Реліз KDE 4.0 був зустрінутий із різними відгуками. У той час, як тестери були толерантними до незавершених нововведень, реліз дуже критикувався за недостатню стабільність та «бета»-якість. Репортер «Computerworld» Стівен Вауган-Нікольс критикував KDE 4.0 та KDE 4.1 і закликав до форку KDE 3.5 із переписуванням останнього на Qt 4. Пізніше він також похвалив KDE 4.3 та вітав форк KDE 3.5 під назвою Trinity. Незважаючи на те, що Лінус Торвальдс змінив GNOME на KDE у грудні 2005, він повернувся до GNOME після того, як у Fedora замінили KDE 3.5 на KDE 4.0. У інтерв'ю із «Computerworld» він описав KDE 4.0 як «break everything» та «half-baked» реліз, додавши, що він очікував, що це буде покращення KDE 3.5, у той час як насправді було багато випадків, коли функції регресували з причини своїх значних змін. Торвальдс, однак, відзначив, що він розуміє чому розробники з проекту KDE вирішили зробити такі радикальні зміни у стільниці KDE 4.0 та причину цього дострокового релізу. Незважаючи на критику, рецензенти, такі як Раян Пол з Ars Technica зазначили, що візуальний стиль є «дуже привабливим та простим для очей» та «добре відшліфований» і «основні технології все ще мають серйозний потенціал».

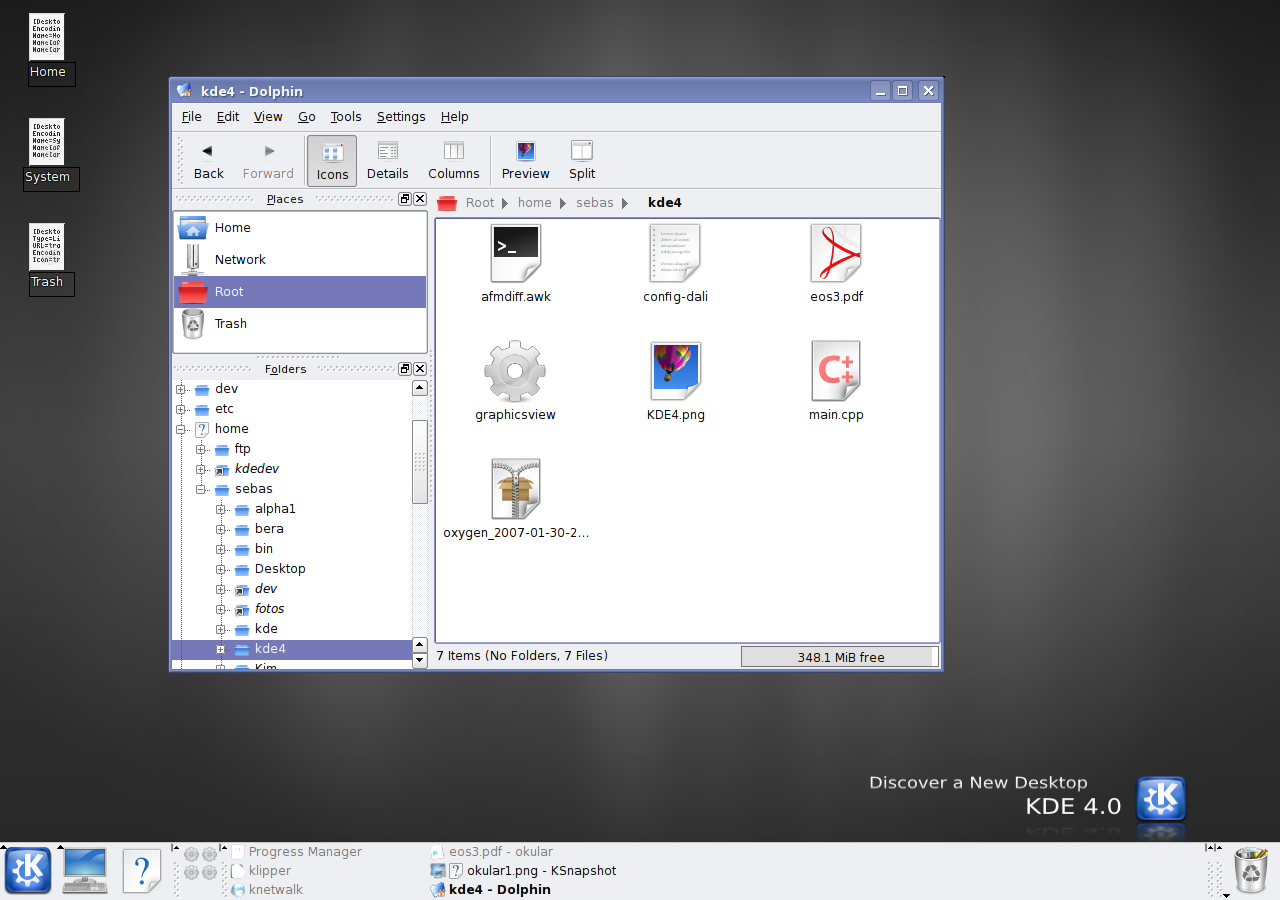
KDE 4.0 Альфа 1
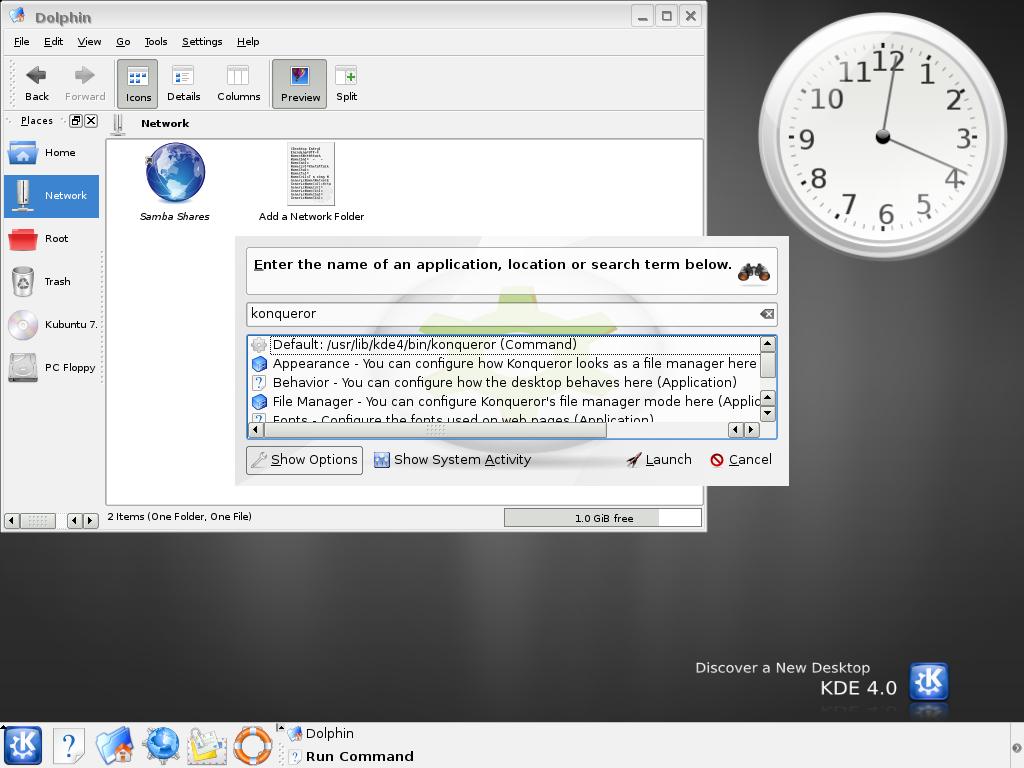
KDE 4.0 Бета 1
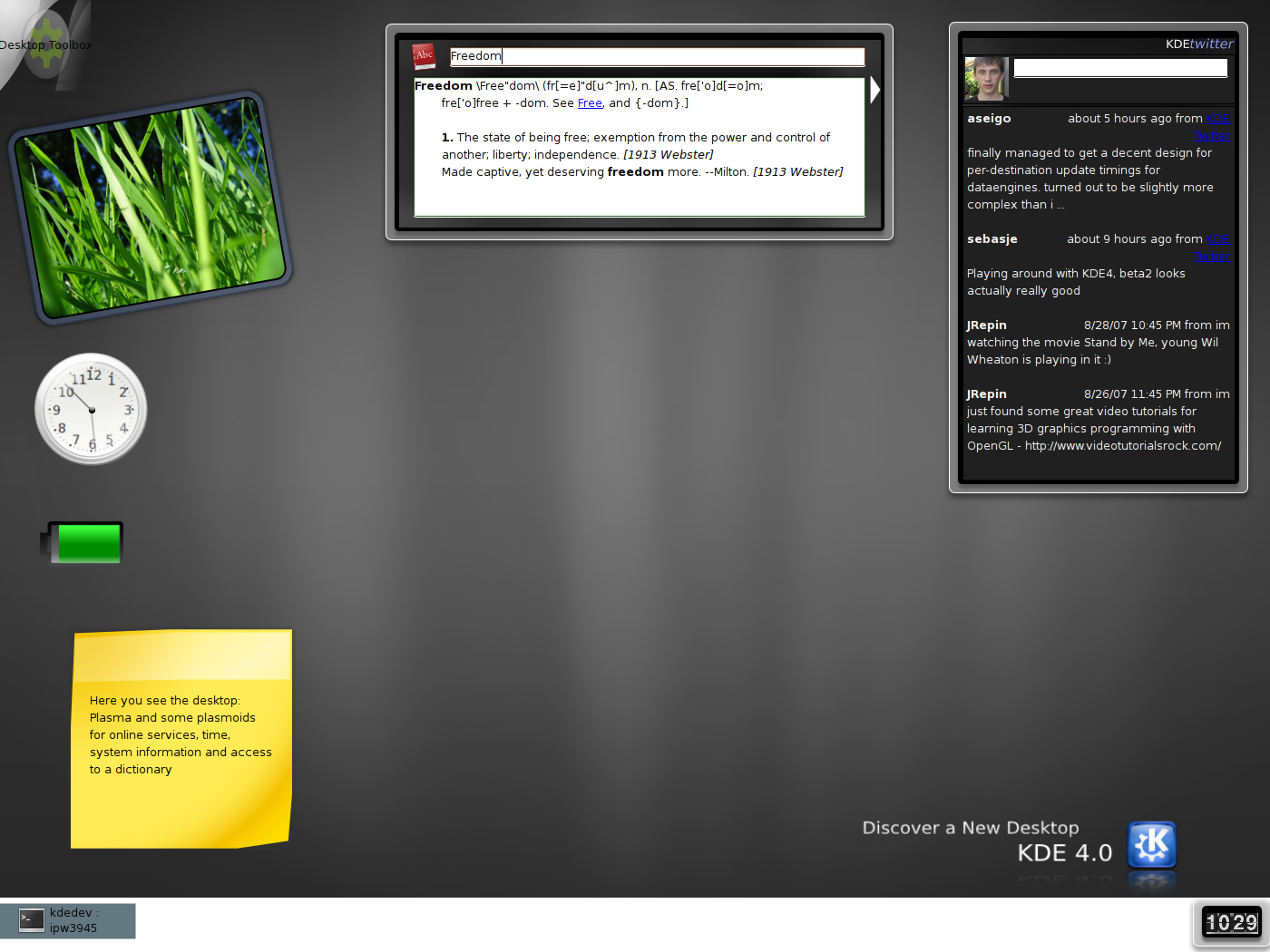
KDE 4.0 Бета 2
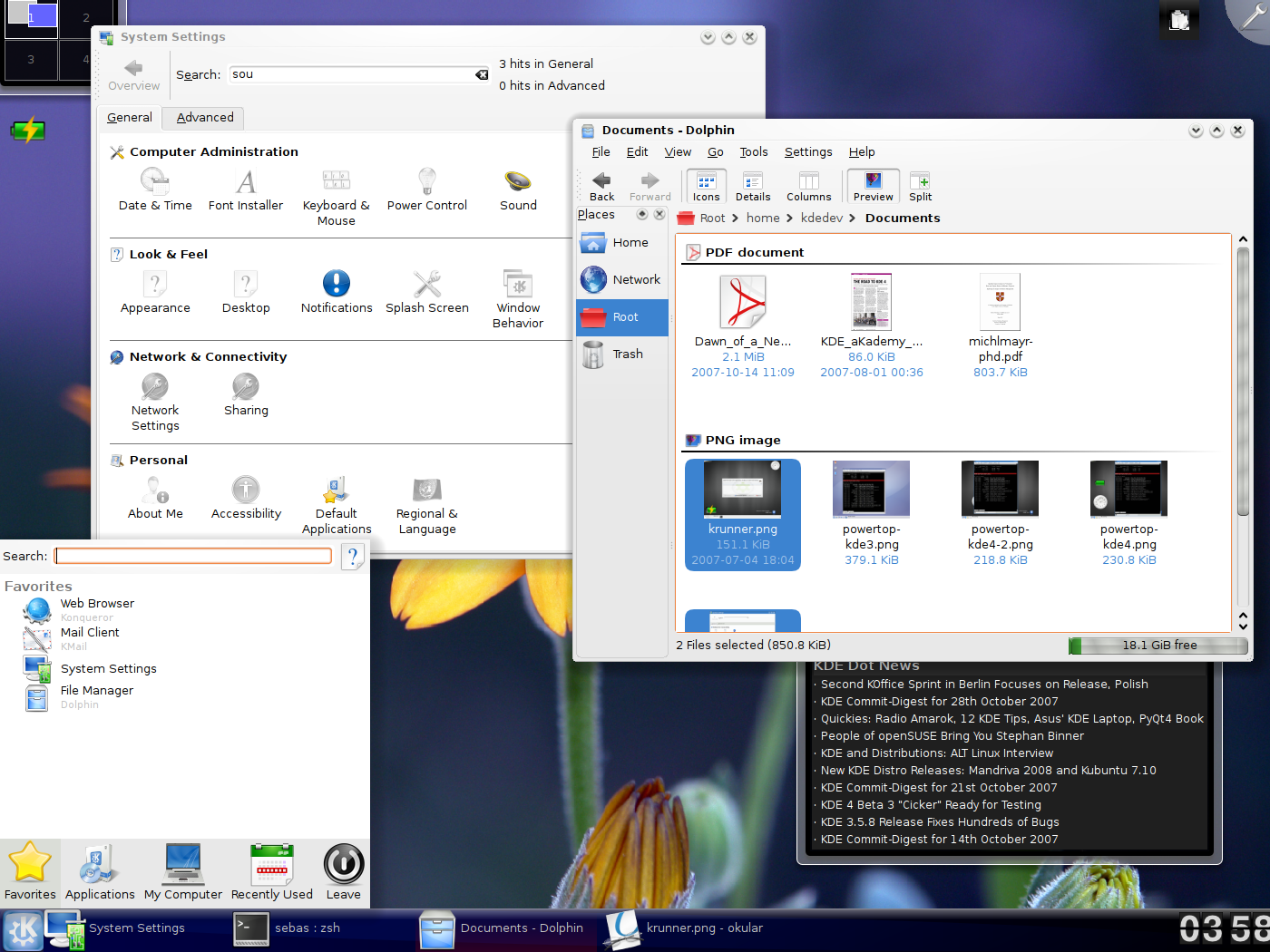
KDE 4.0 Бета 4
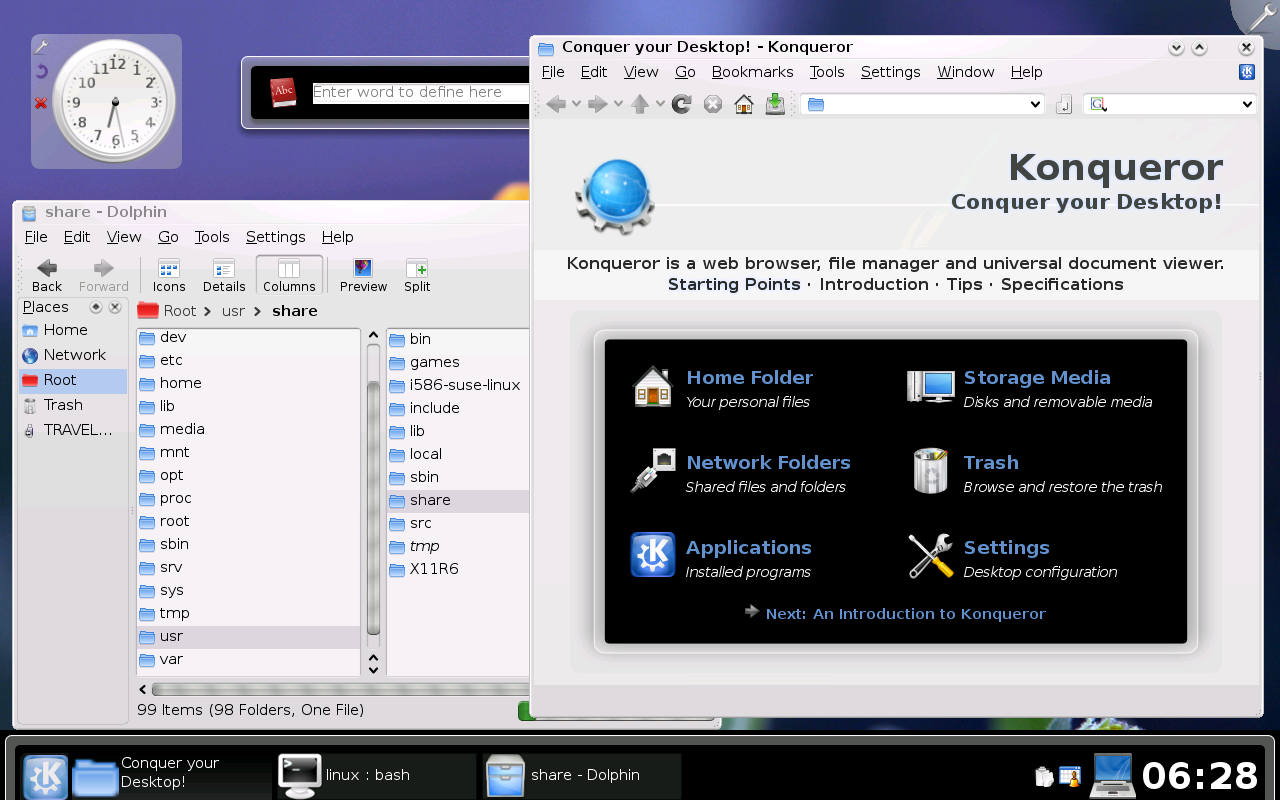
KDE 4.0 Реліз-кандидат 2
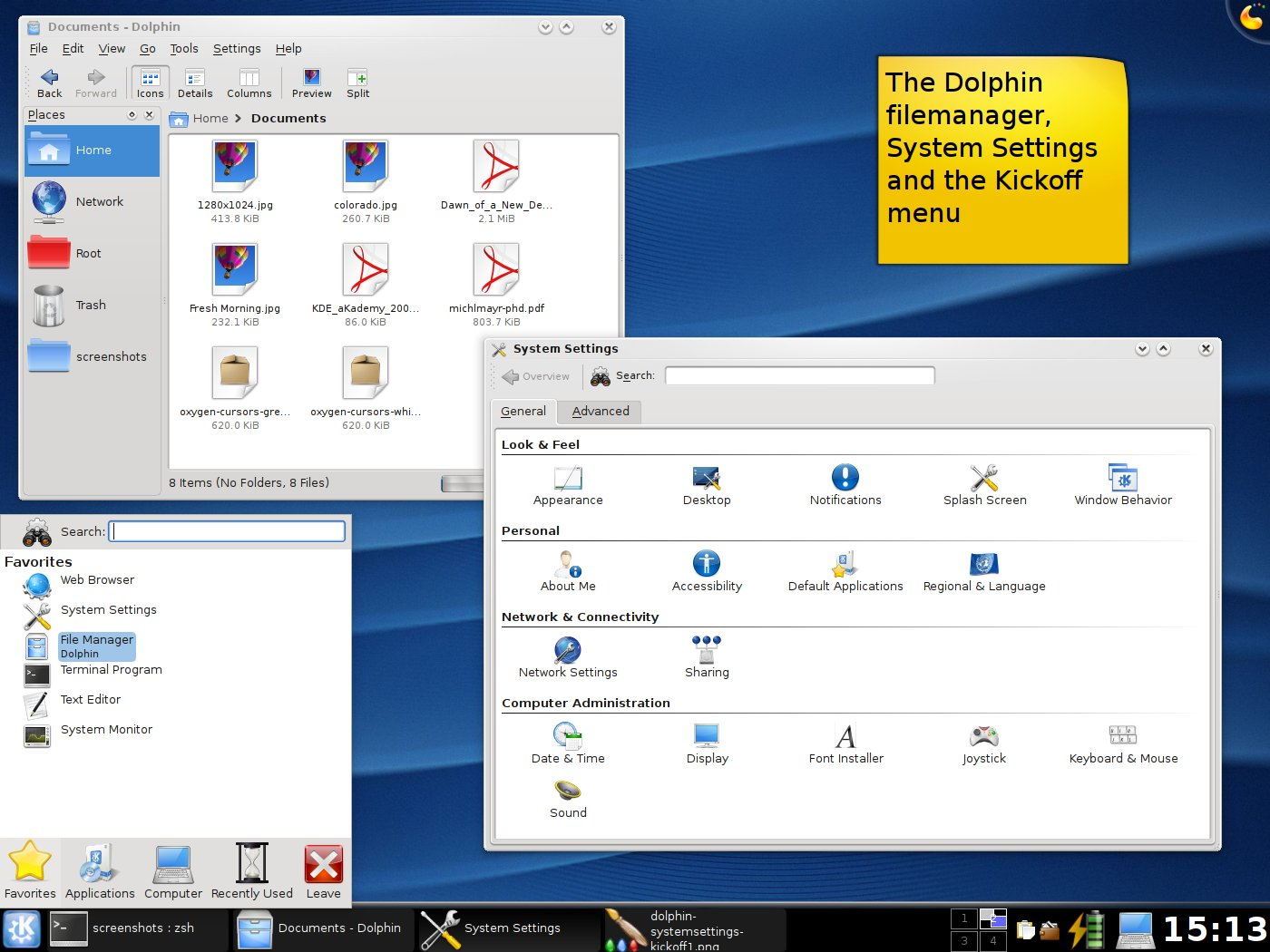
KDE 4.0

### KDE 4.1
KDE 4.1 було випущено 29 липня 2008 року. KDE 4.1 впроваджує систему тем смайликів, що використовується у PIM та Kopete, та DXS, сервіс який дозволяє застосункам завантажувати та встановлювати дані з Інтернету в один клік. Також була представлена підтримка GStreamer, QuickTime 7 та DirectShow 9 у Phonon, а також підтримка субтитрів. Поліпшення Plasma додають підтримку віджетів Qt 4 та інтеграцію WebKit, що сприяє відображенню багатьох віджетів Apple Dashboard. Також було портовано декілька застосунків на Windows та Mac OS X.
Окрім того, було додано нові застосунки:
- Dragon Player
- Kontact
- Skanlite — застосунок для сканера
- Step — імітатор фізичних процесів
- Ігри:
  - Kdiamond — клон Bejeweled
  - Kollision
  - Kubrick — Кубик Рубіка
  - KsirK — клон Risk
  - KBreakout

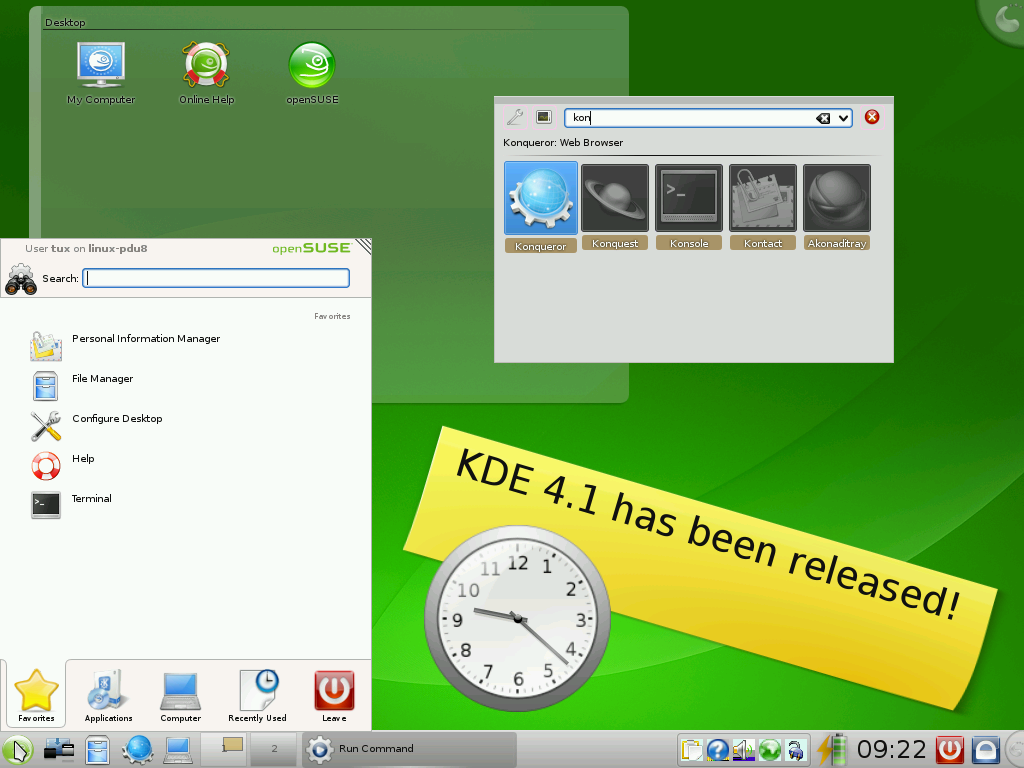
KDE 4.1
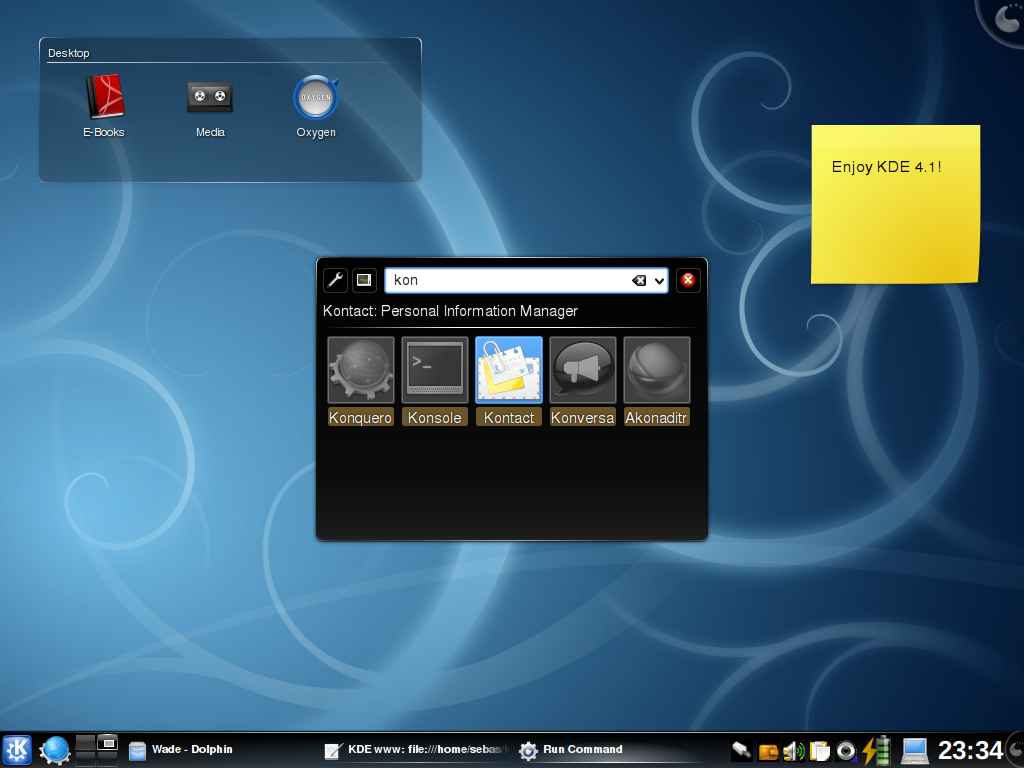
KDE 4.1.0
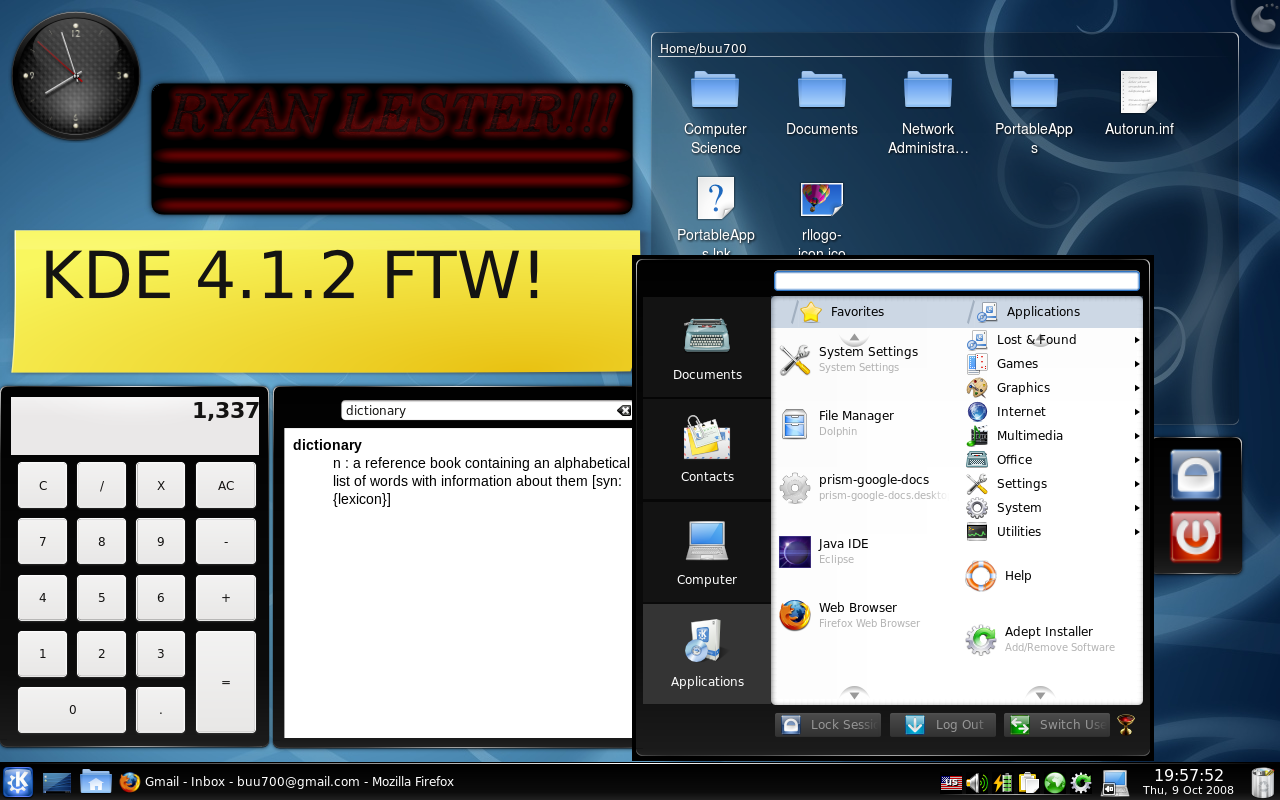
KDE 4.1.2
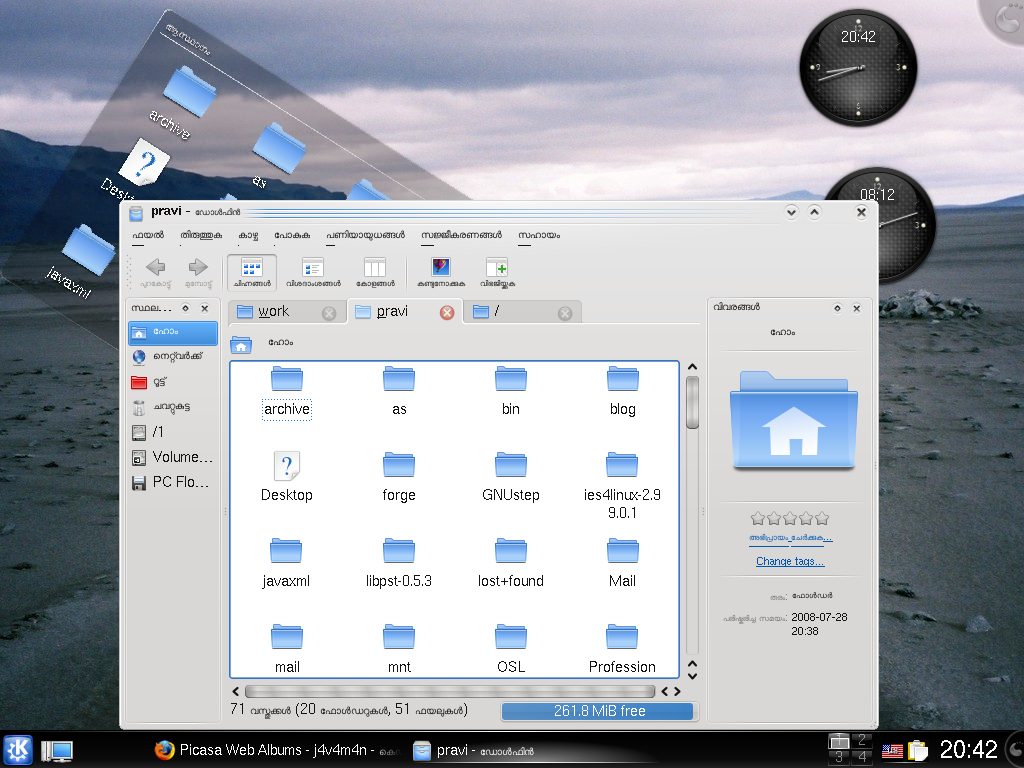
KDE 4.1 із запущеним Dolphin
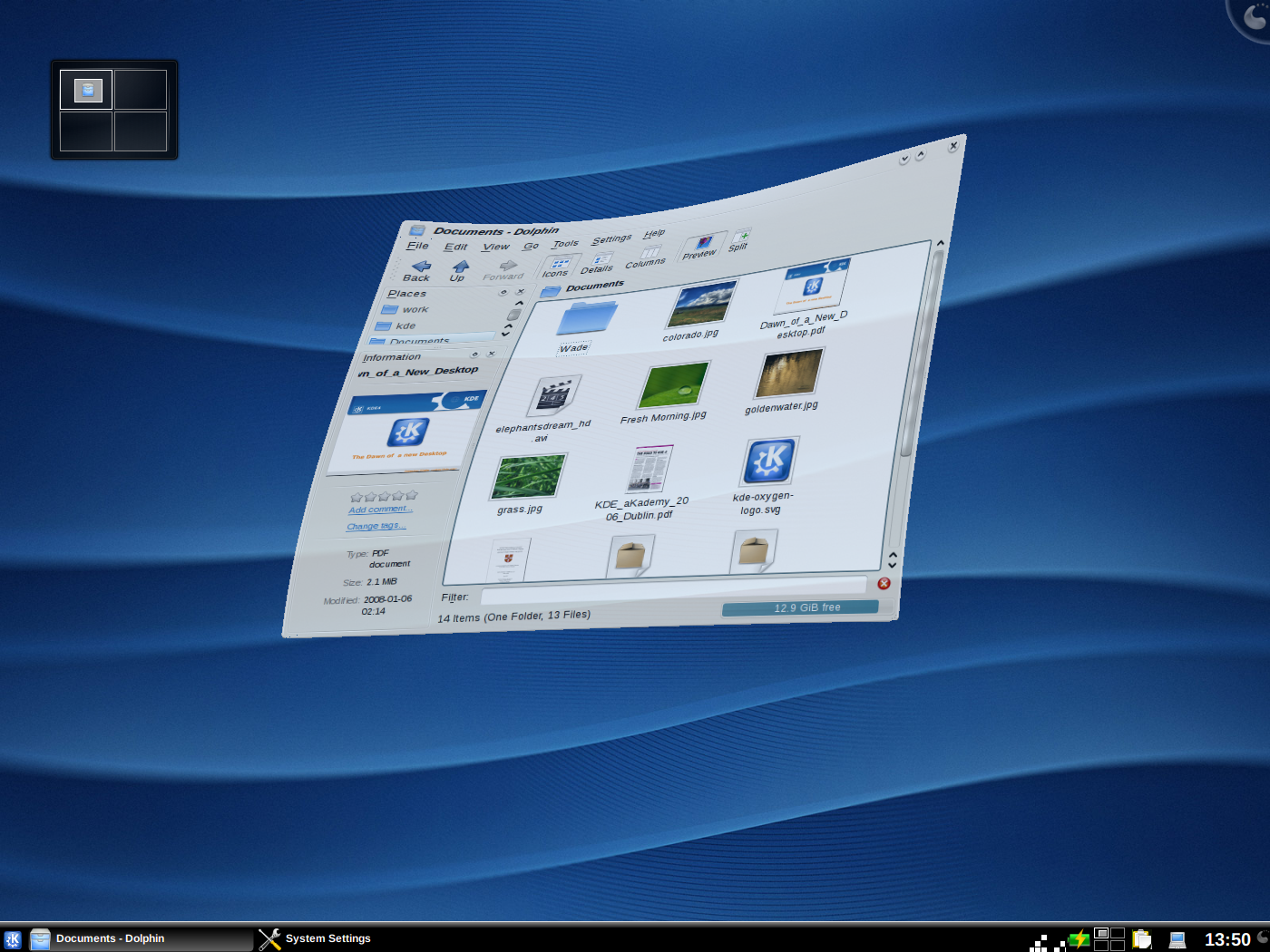
Демонстрація ефекту KWin «Wobbly» у KDE 4.1 Beta
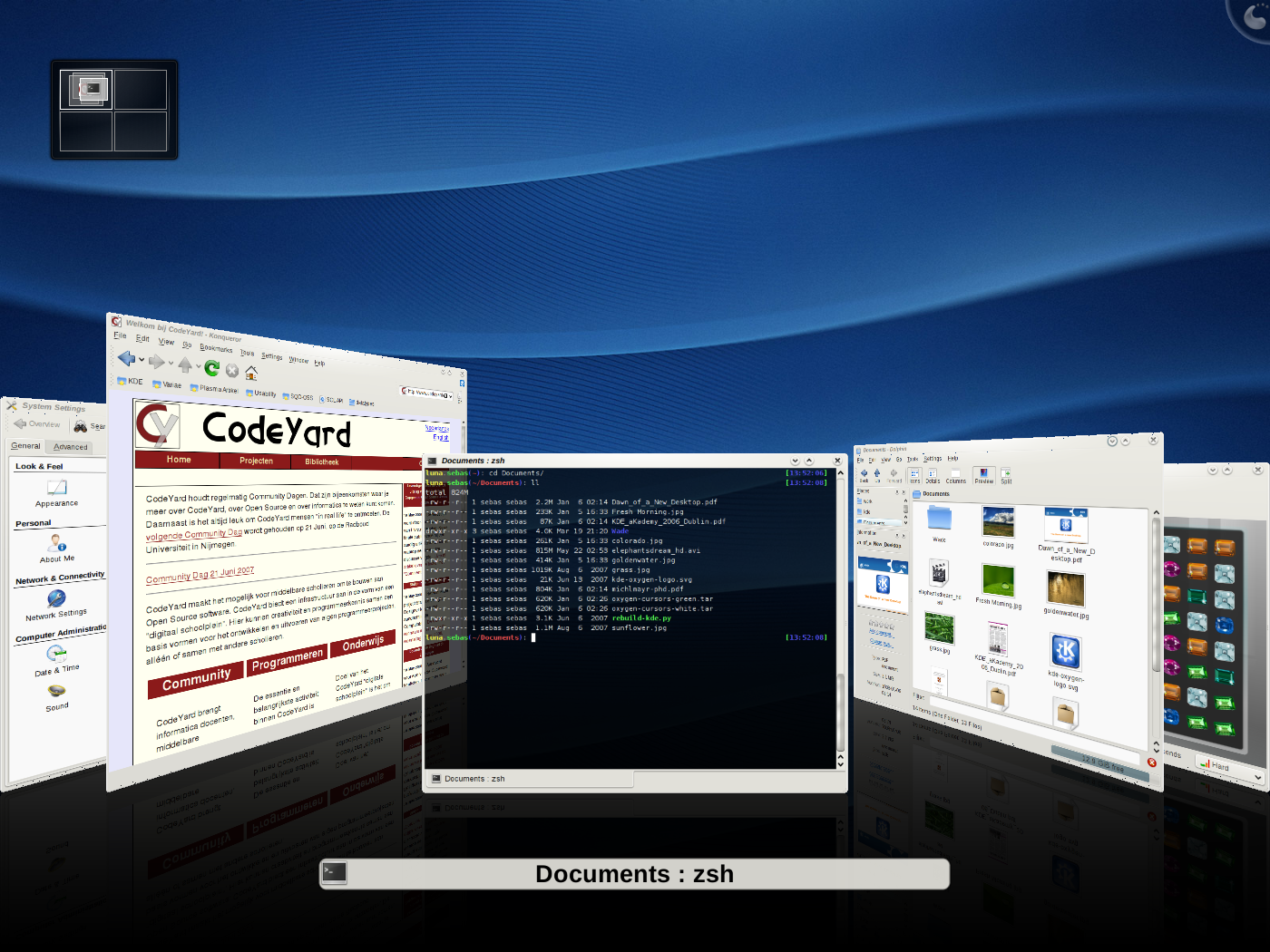
Перехід між вікнами з ефектом «Карусель» у KDE 4.1 Beta

### KDE 4.2
KDE 4.2 було випущено 27 січня 2009 року. Реліз вважався значним покращенням у порівнянні з KDE 4.1 практично у всіх аспектах та слушною заміною для KDE 3.5 для більшості користувачів.

#### Покращення стільниці
KDE 4.2 виправляє тисячі помилок та запроваджує чисельні функції, що було продемонстровані у KDE 3.5, але не ввійшли до KDE 4.0 та KDE 4.1. Вони включають в себе групування та використання декількох рядків у панелі задач, приховування значків у системному треї, автоприховування панелі, прев'ю вікон та підказки повернули до панелі задач, можливість мати іконки на стільниці, використовуючи «Перегляд папки», як шпалери стільниці, де іконки залишаються на тому місці, де їх було розміщено.
Нові апплети Plasma включають апплети для залишення повідомлень на заблокованому екрані, прев'ю файлів, перемикання стільничних «Кімнат», моніторинг новинних стрічок, та апплети на кшталт pastebin, календарю, таймеру, таблиці спеціальних символів, QuickLaunch, системний монітор, та інше. Plasma також тепер може завантажувати Google Gadgets. Віджети Plasma можуть бути написані на Ruby та Python. Підтримка написання апплетів на JavaScript та віджети Mac OS X Dashboard може бути запроваджена в подальшому. Поліпшення тем для панелі задач, апплету запуску застосунків, системного трея та багатьох інших компонентів Plasma впорядковує вигляд та відчуття узгодженості. Новий модуль Системних Налаштувань, Тема Стільниці дає користувачу контроль над кожним елементом різних тем Plasma. Тепер можна використовувати плаґіни як шпалери, так що розробники тепер можуть легко написати власні системи шпалер у KDE 4.2. Доступні плаґіни шпалер у KDE 4.2 включають слайдшоу, Множину Мандельброта та звичайні статичні зображення.
Було впроваджено нові ефекти стільниці, такі як «Магічна лампа», ефект мінімізації, ефекти Кубу та Сфери Стільниці. Окрім того, були поліпшені інші ефекти, такі як «клітчата стільниця». Інтерфейс вибору ефектів було перероблено, задля спрощення вибору найбільш використовуваних ефектів. Композитні ефекти стільниці було увімкнено за замовчуванням на тих машинах, де вони апаратно підтримуються. Автоматична перевірка підтверджує, що композитні ефекти працюють ще до того, як вони будуть увімкнені.
KRunner — апплет запуску — розширив свій функціонал за рахунок декількох нових плаґінів, включаючи перевірку орфографії, історію Konqueror, керування живленням за допомогою PowerDevil, Останні Документи та можливість запуску спеціальних сесій Kate, Konqueror та Konsole. Окрім того, плаґін конвертування тепер може швидко конвертувати значення швидкості, маси та довжини.
Підтримка декількох екранів була запроваджена завдяки бібліотеці Kephal виправляє багато помилок, що виникали при роботі KDE на більш ніж одному моніторі.

#### Нові та покращені застосунки
Нові застосунки включають PowerDevil, систему керування живленням для контролю різних аспектів мобільних пристроїв. Нова система керування друком повертає ряд особливостей, що були втрачені у KDE 4.0 та KDE 4.1. Компоненти «printer-applet» та «system-config-printer-kde» поставляються із модулями kdeadmin та kdeutils. Була додана нова гра — Killbots.
Усі застосунки отримали виправлення помилок, впровадження нового функціоналу та поліпшення інтерфейсу. Dolphin отримав підтримку прев'ю файлів на панелях та повзунок керування розмірами зображень прев'ю. Окрім того, він тепер може показувати повний шлях до файлів. Konqueror забезпечив підвищення швидкості завантаження преобробкою доменних імен у KHTML. Для панелі пошуку поліпшена навігація по вебсторінкам. KMail отримав новий список заголовків повідомлень та перероблений вигляд вкладень. Текстові редактори KWrite та Kate тепер можуть працювати у vi-подібному режимі. Архватор Ark отримав підтримку архівів, що захищені паролем та доступний із контекстного меню файлових менеджерів. KRDC, клієнт віддаленого керування стільницею покращив підтримку Microsoft Active Directory, завдяки LDAP. Kontact отримав новий планувальник та підтримку Drag-and-drop. KSnapshot тепер використовує ім'я вікна при збереженні скриншотів, що робить простішим їх індексування пошуковими рушіями.

#### Відгуки
Згідно зі словами Тома Холверда, члена OSNews, KDE 4.2 «знаменує кінець тестової фази та є першим релізом, готовим для кожного, а не тільки для розробників та ентузіастів».

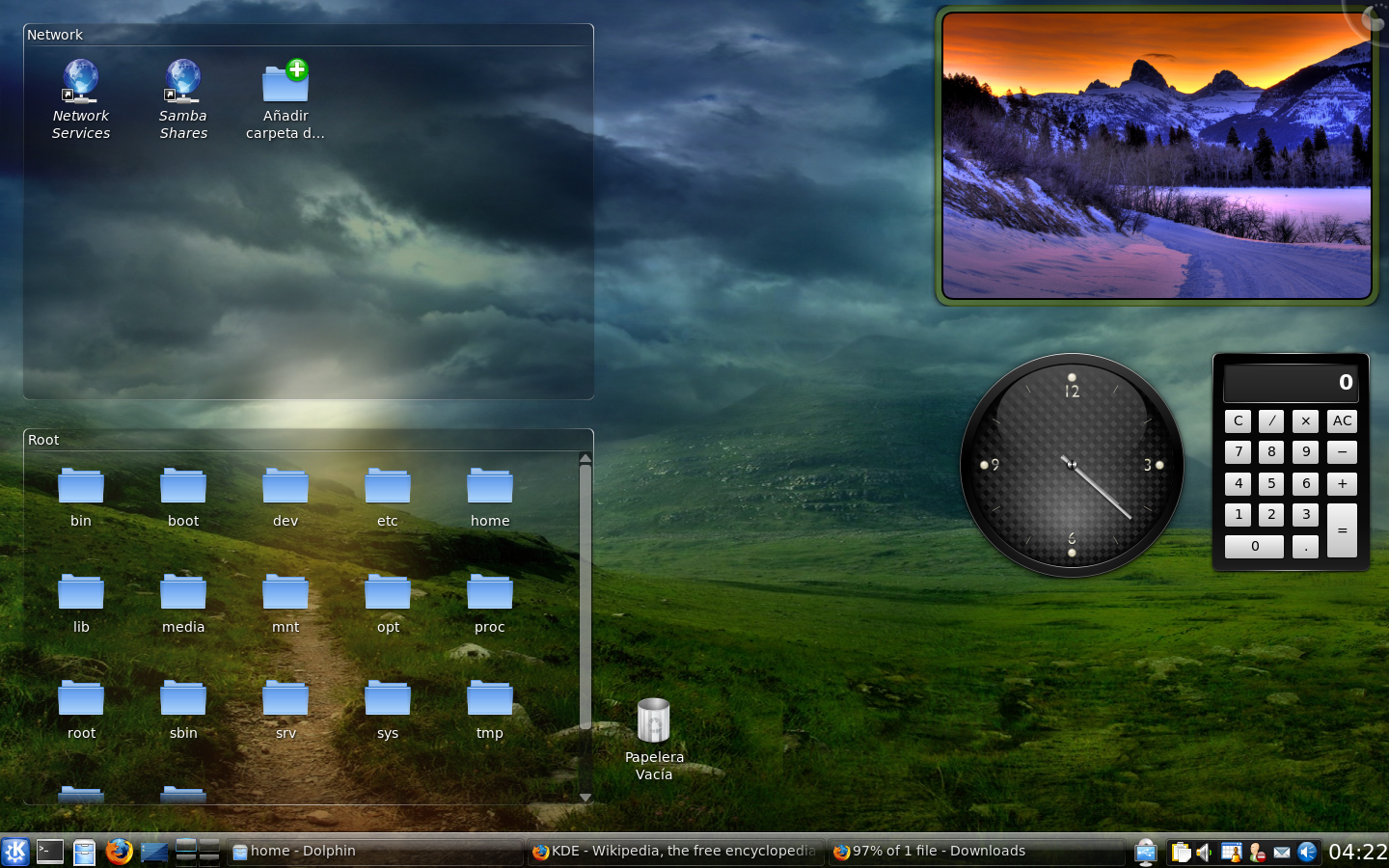
KDE 4.2 Release Candidate
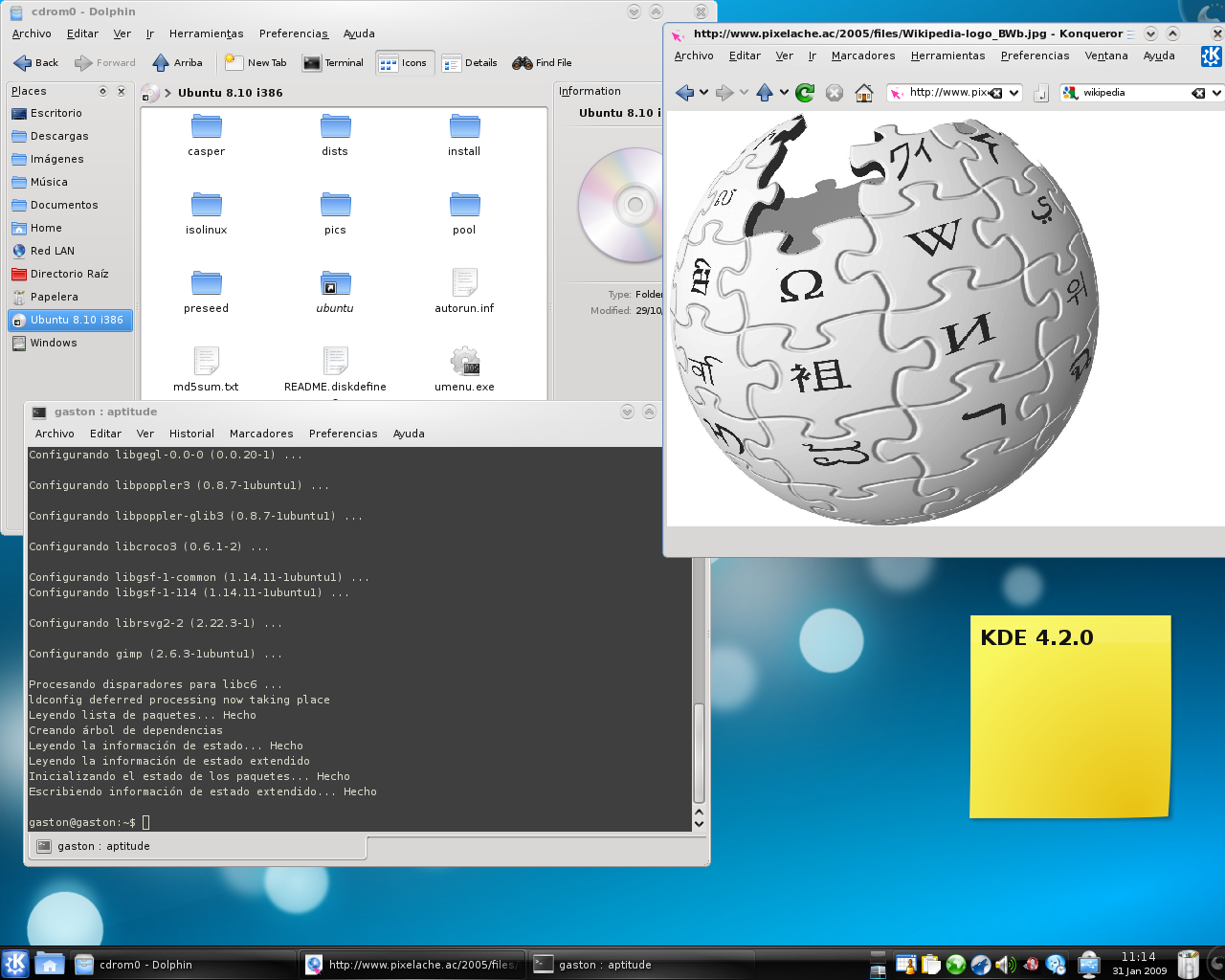
KDE 4.2.0 із запущеними Konqueror, Dolphin та Konsole
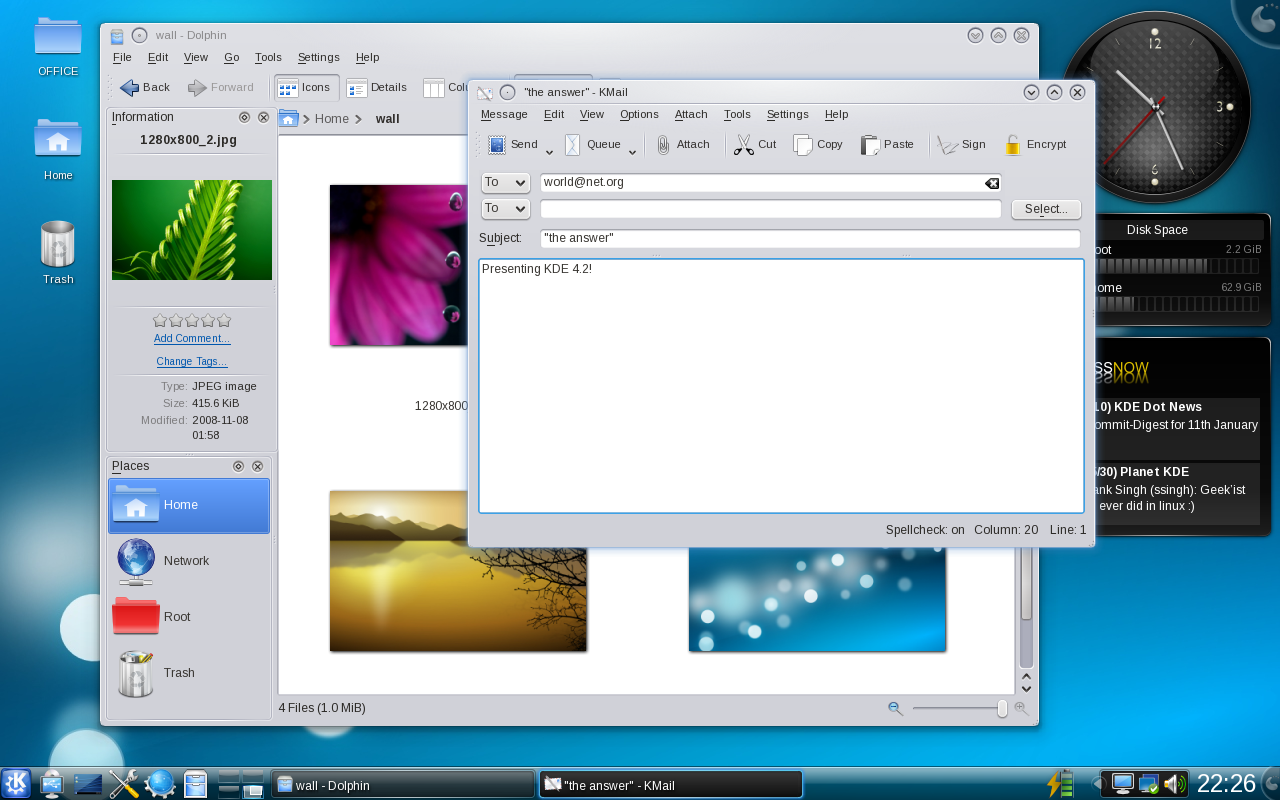
KDE 4.2 із запущеними Dolphin та KMail
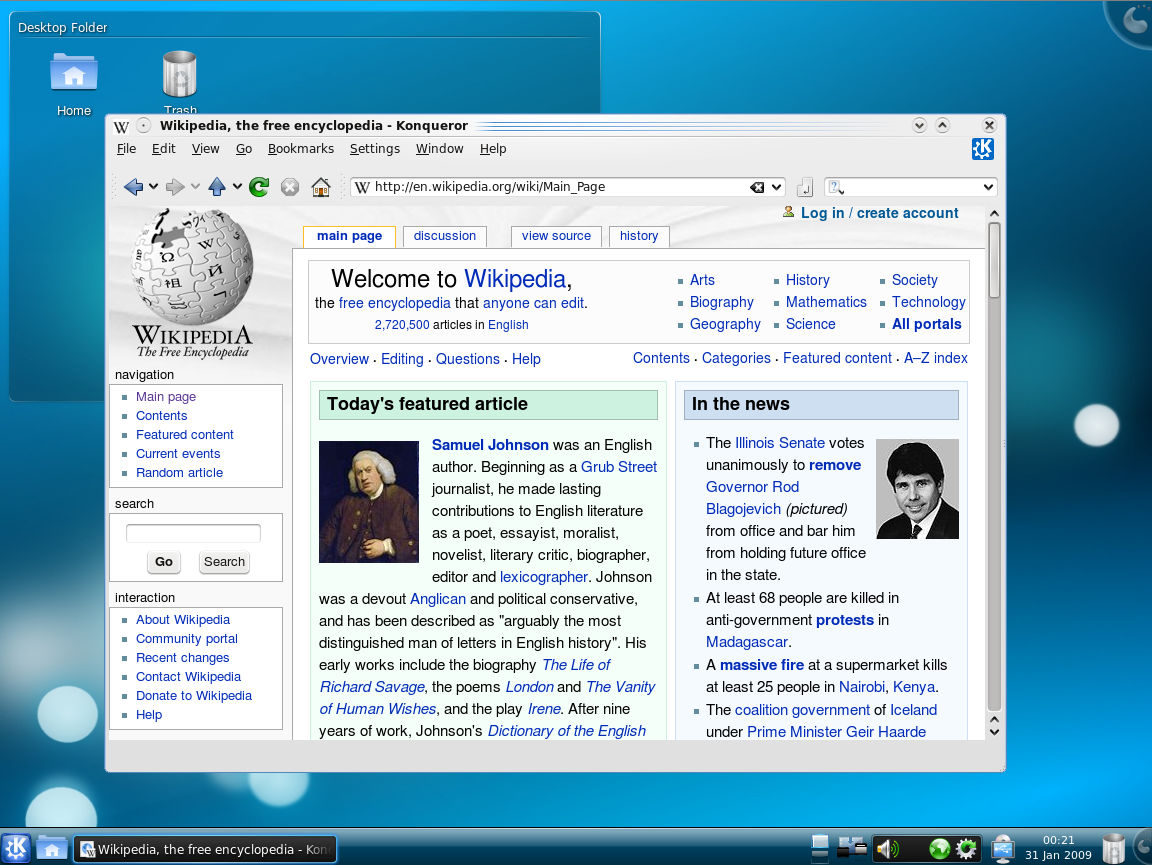
KDE 4.2 із запущеним Konqueror
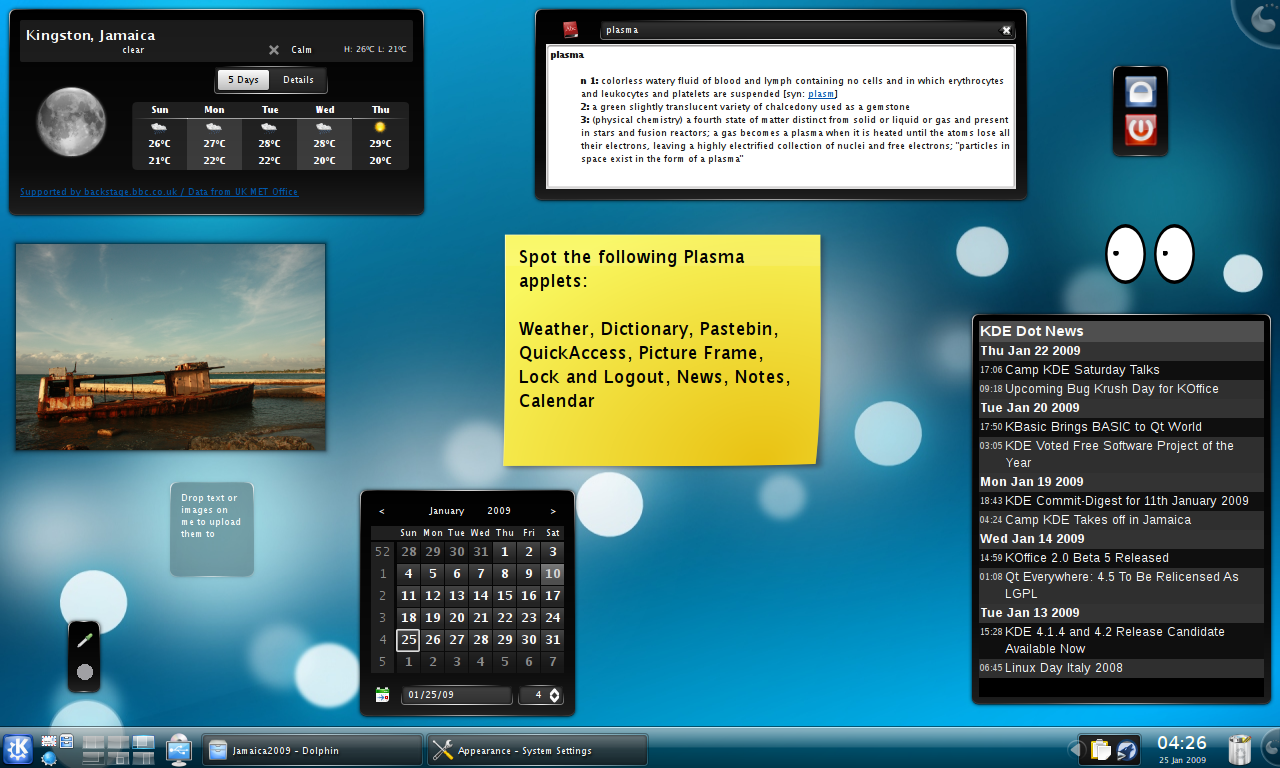
KDE 4.2, демонстрація апплетів
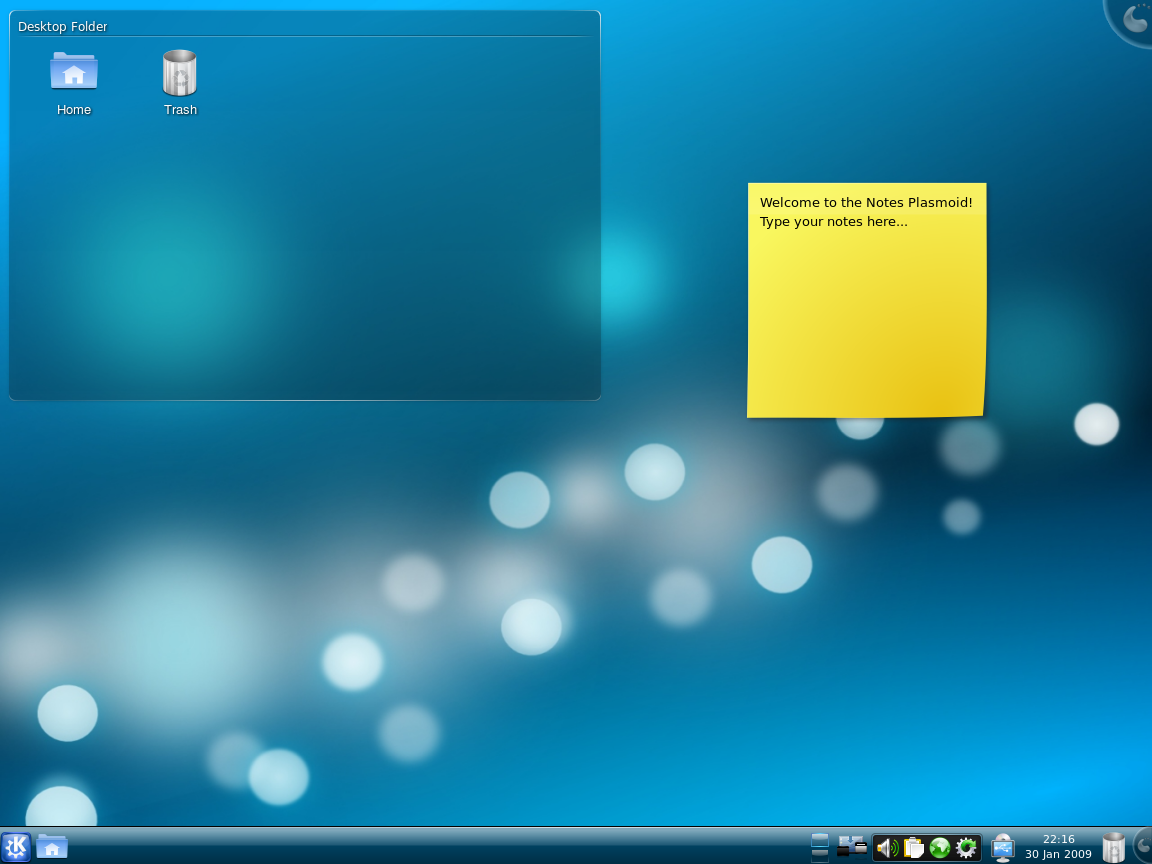
KDE 4.2

### KDE 4.3
KDE 4.3 було випущено 4 серпня 2009 року. KDE 4.3 виправляє близько 10000 помилок та запроваджує близько 2000 запропонованих можливостей. Одним із головних направлень цього релізу була інтеграція із такими сервісами, як PolicyKit, NetworkManager та сервіс геолокації. Було переглянуто інтерфейс KRunner, був розроблений більш гнучкий системний трей, було додано багато нових візуальних ефектів та нових плазмоїдів, враховуючи OpenDesktop.org, Translatoid та багато інших.
Plasma отримала значні поліпшення продуктивності. Споживання оперативної пам'яті було зменшено, а ефекти анімації стали більш плавними. «Кімнати» тепер можуть бути прив'язані до віртуальних стільниць, що дозволяє користувачам мати окремі набори віджетів для кожної стільниці. Окрім того, покращена робота повідомлень Plasma. Виконувані завдання тепер групуються у єдиний прогрес-бар для запобіження появи занадто багатьох діалогів. Для позначення того, що завдання все ще виконуються, використовується анімація іконок. Окрім того, Plasma тепер підтримує більше комбінацій клавіш.
Була представлена нова тема за замовчуванням для Plasma — Air. Air виглядає значно світліше та краще узгоджується із темою за замовчуванням для застосунків.

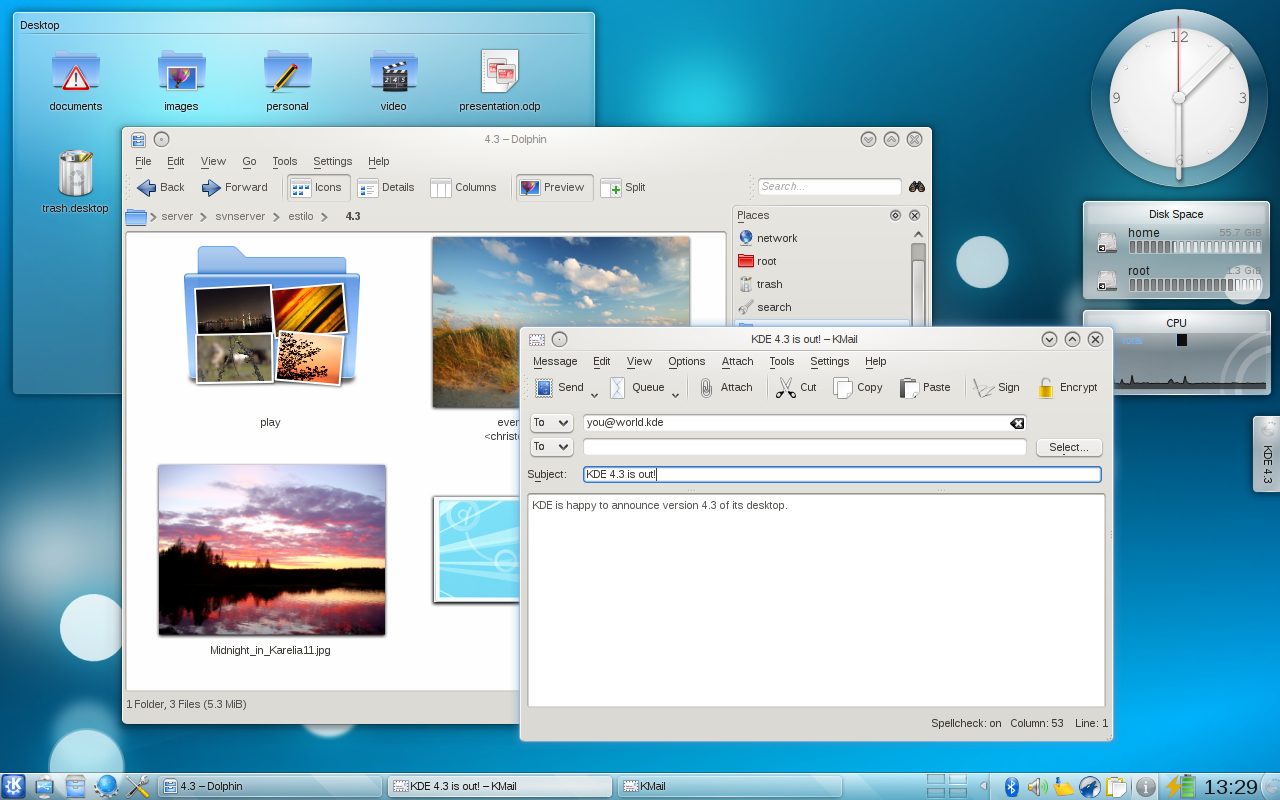
KDE 4.3 із запущеними Dolphin та KMail
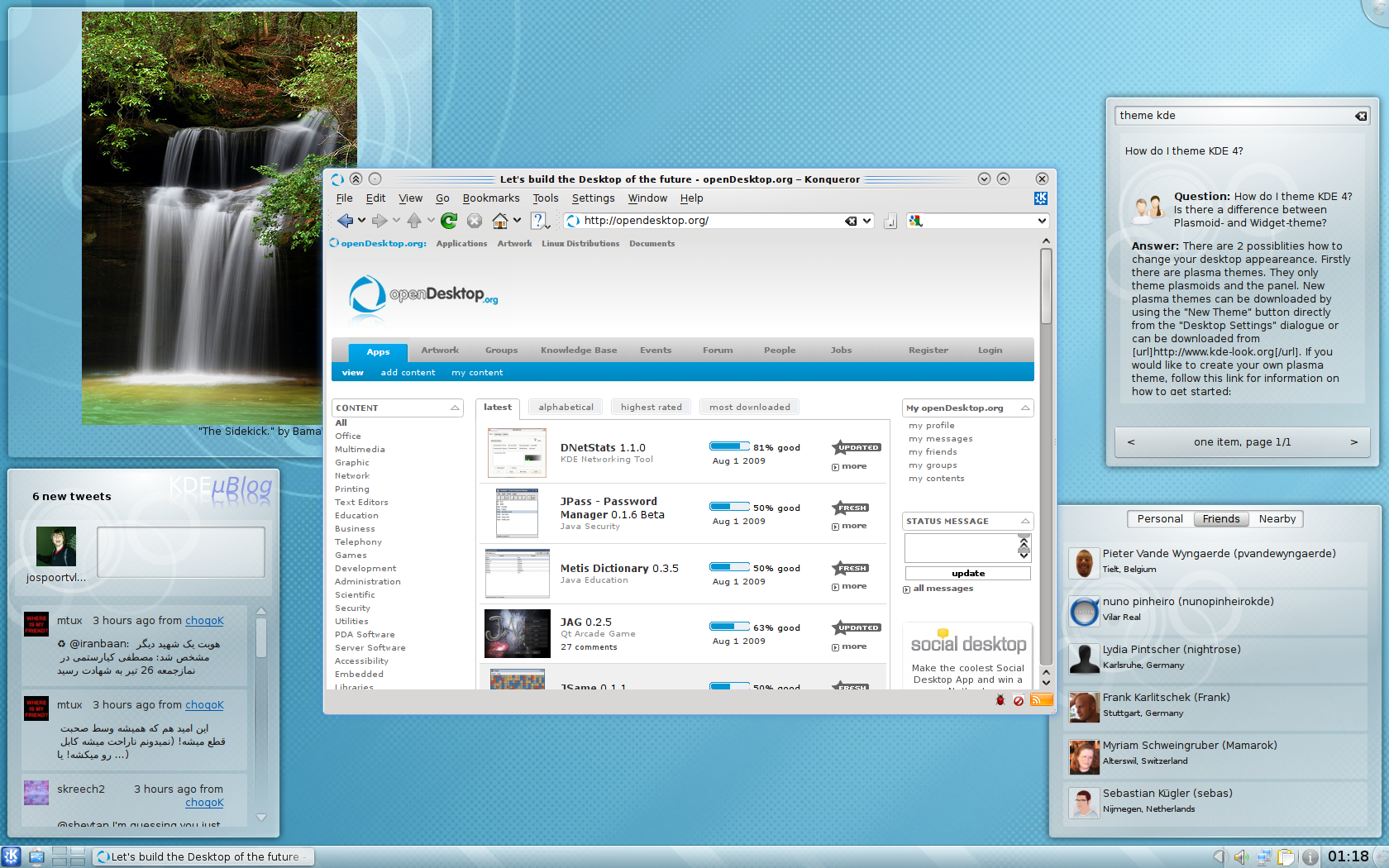
KDE 4.3, демонстрація роботи соціальної стільниці
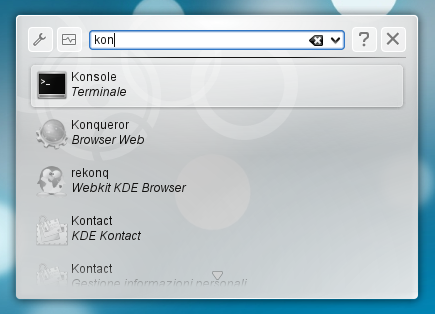
KDE 4.3, демонстрація роботи KRunner
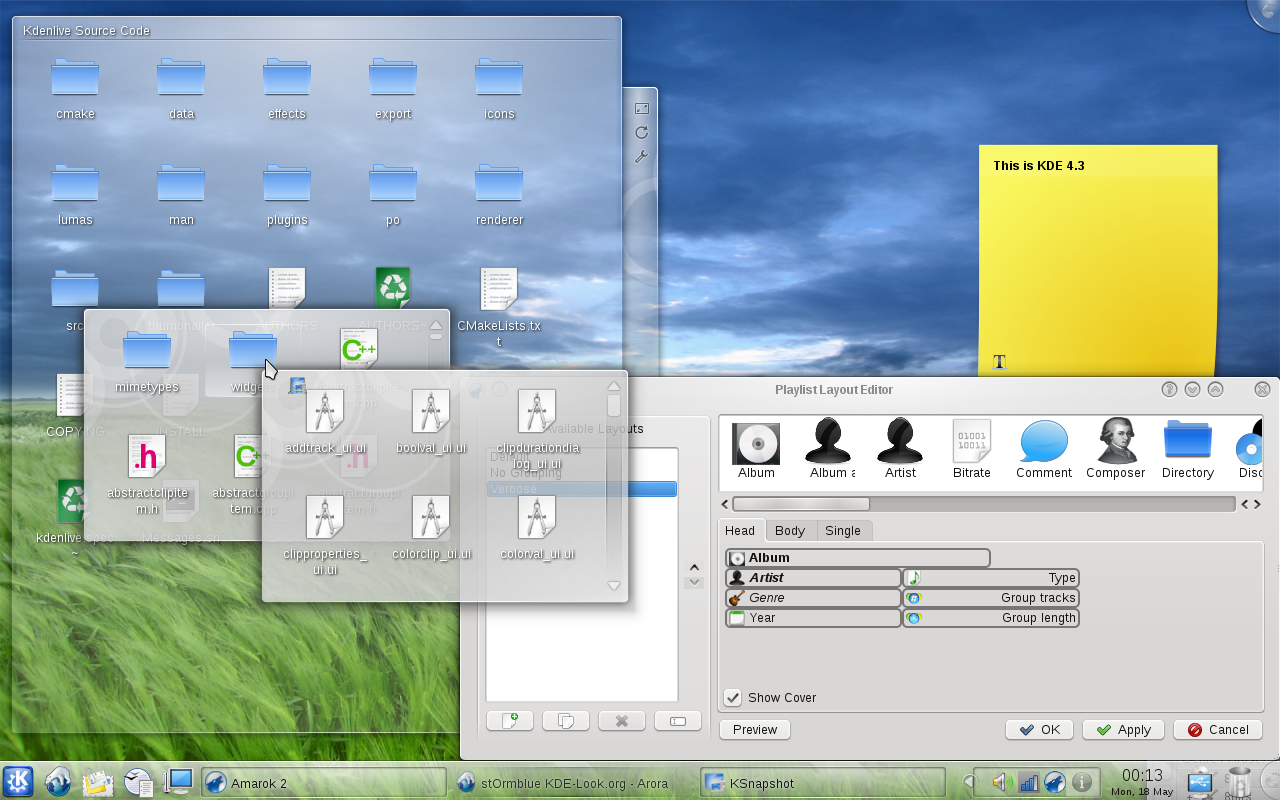
KDE 4.3, демонстрація нової теми за замовчуванням — Air
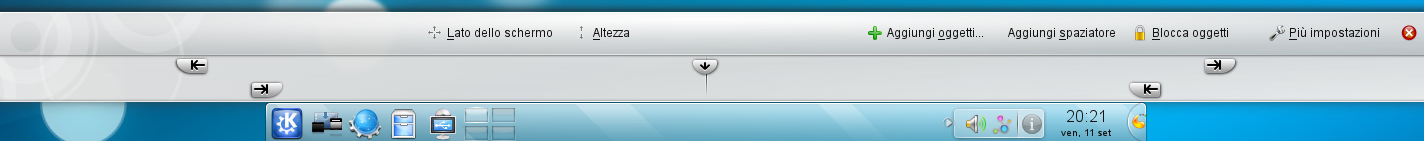
Панель із KDE 4.3
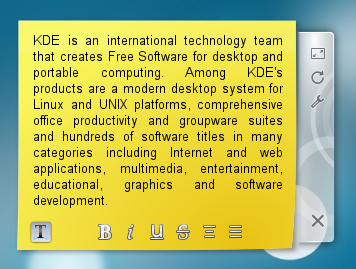
Плазмоїд нотаток із KDE 4.3

### KDE 4.4

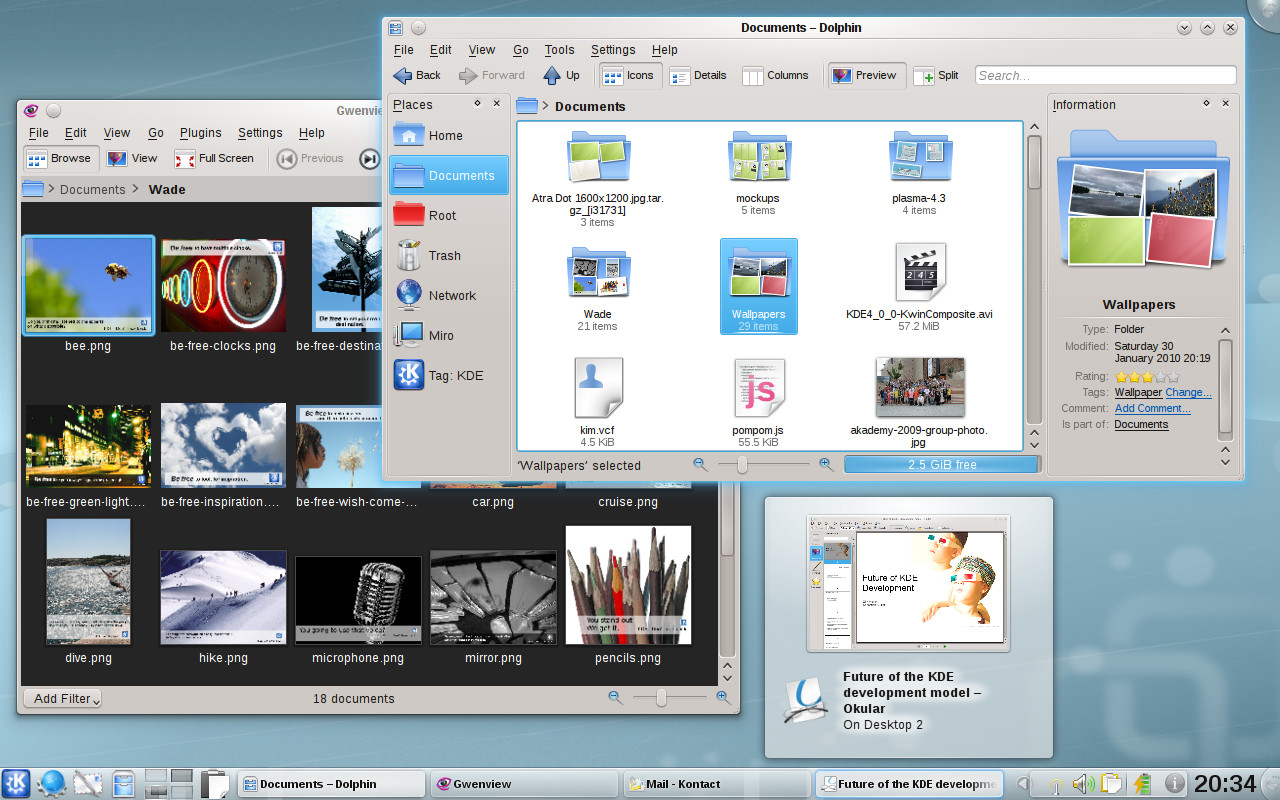
KDE 4.4

KDE 4.4 було випущено 9 лютого 2010 року.
Відтепер є можливість об'єднання декількох вікон у єдине, із вкладками, що спрощує роботу з великою кількістю застосунків одночасно. Також була запроваджена можливість прив'язки вікна до боку екрана та максимізації перетягуванням. Сумісна робота розробників KWin та розробників Plasma дала більш плавну анімацію та покращення продуктивності.
KAddressBook було замінено цілком новим застосунком із тим же ім'ям, що раніше мав робочу назву KContact Manager. Головними можливостями нового KAddressBook є інтеграція з Akonadi та спрощений інтерфейс.
Реліз Kopete версії 1.0.
Ще одним важливим нововведенням є додатковий інтерфейс Plasma, орієнтований на нетбуки.

### KDE 4.5

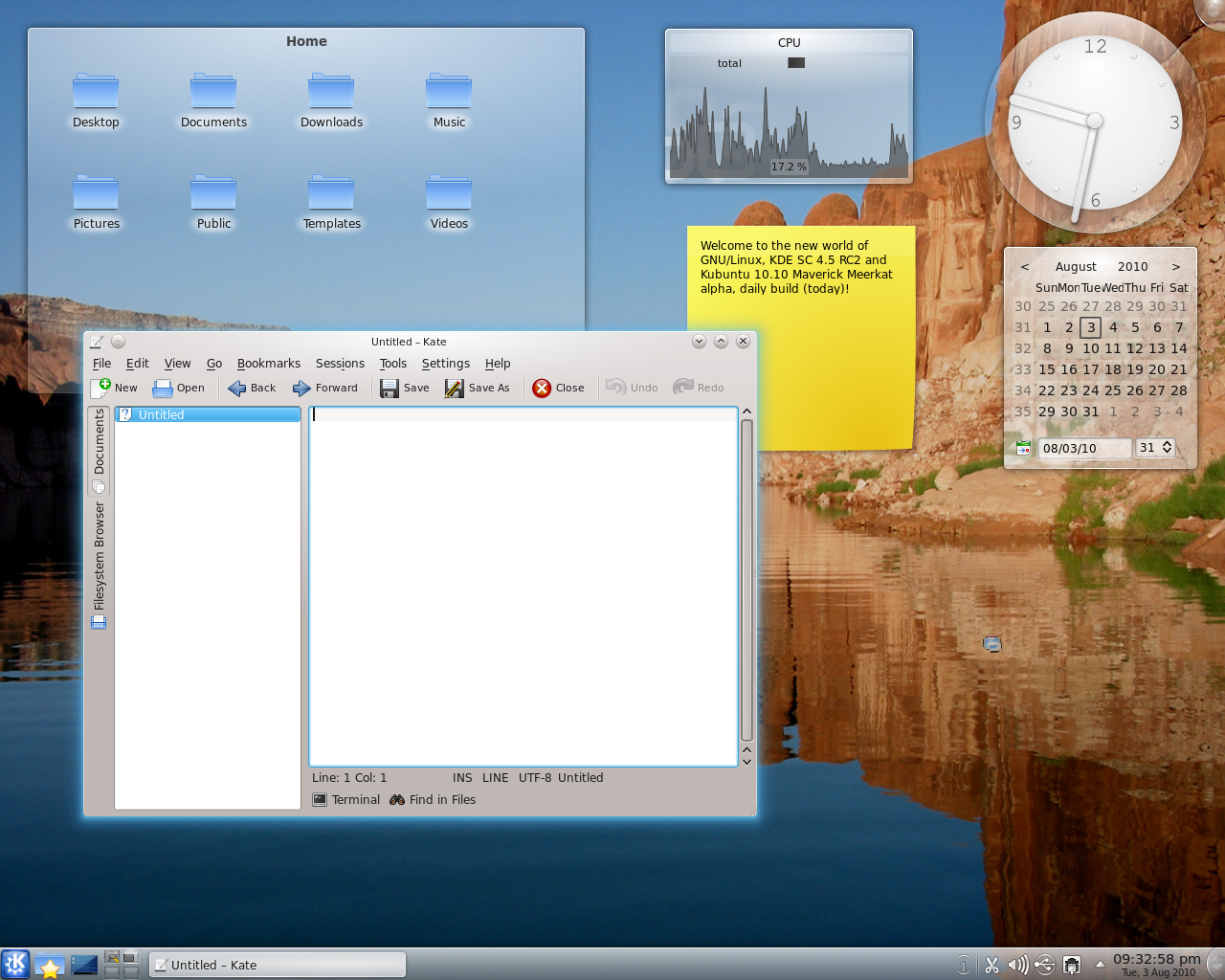
KDE 4.5 Release Candidate

KDE 4.5 було випущено 10 серпня 2010 року. Основні нововведення стосувалися інтеграції WebKit, рушія веббраузера, що на той момент використовувався у таких браузерах, як Apple Safari та Google Chrome. Власний рушій KDE, KHTML, що став основою для WebKit буде продовжувати розроблятися.

#### Покращення стільниці

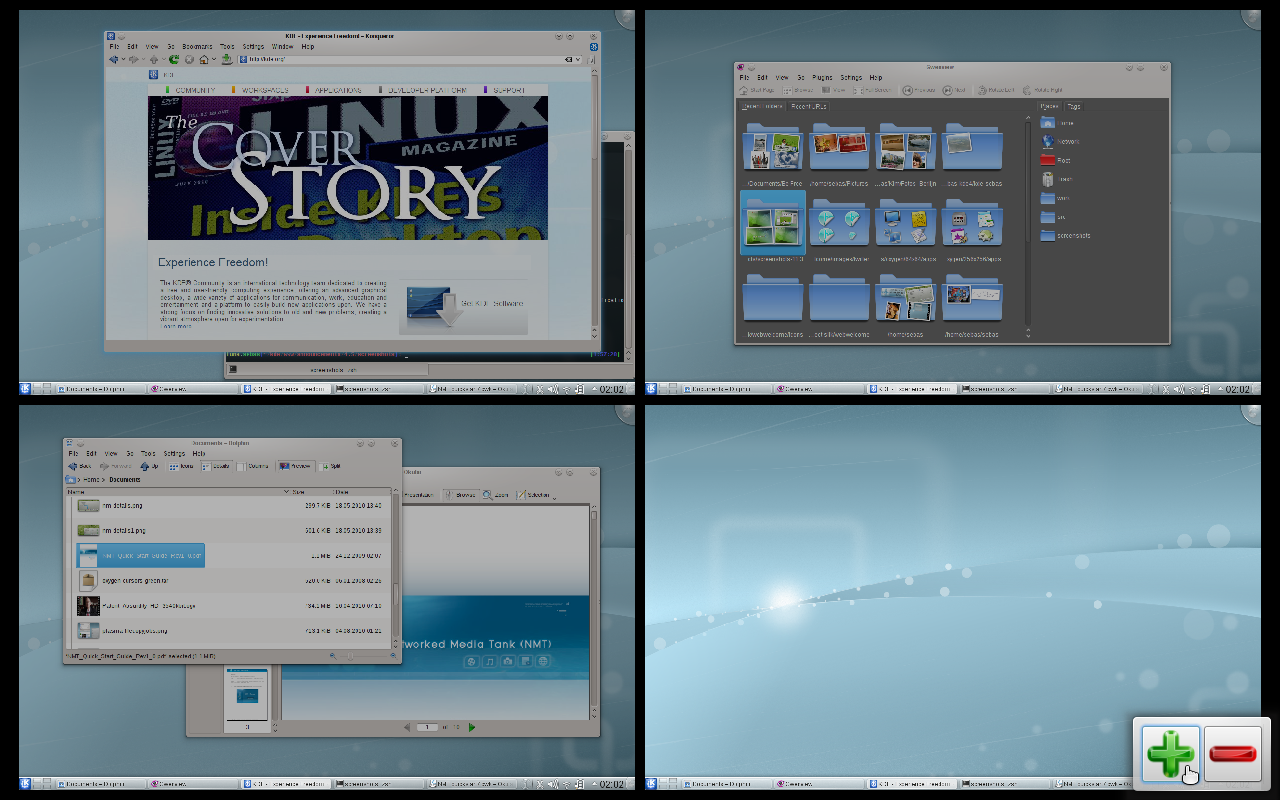
Демонстрація керування віртуальними стільницями у Desktop Grid

Область сповіщень була візуально очищена. Монохромні іконки дають чіткий вигляд.
KWin, менеджер вікон, тепер може відмальовувати вікна на екрані без перекривання, використовуючи алгоритми тайлінгу. Керуючись певним набором правил, KWin дбає про розміщення вікна на екрані для користувача. Відтепер можливо переміщувати вікна не тільки за заголовок, але і за будь-яке порожнє місце всередині вікна. Ця функція буде працювати тільки з тими застосунками, що написані на Qt, так як реалізація цього вимагає деякого інструментарію для правильної роботи. Додавання та видалення віртуальних стільниць тепер можливе безпосередньо із Desktop Grid ефекту.
Новий менеджер «кімнат» дозволяє додавати, видаляти, зберігати та відновлювати «кімнати», а також перемикатися між ними.

#### Нові та покращені застосунки
Застосунки KDE були покращені у різних сферах:
- Була презентована нова гра — Kajongg, клон Majong. Гра Konquest отримала деякі поліпшення — тепер гравець має змогу створювати та налаштовувати свої власні карти. Інші покращення стосувалися полегшення конфігурації у грі-пазлі Palapeli, новий набір рівнів для KGoldrunner та більш тісна інтеграція SGF-файлів для Kigo.
- Освітні програми також отримали декілька поліпшень. Найбільше стосувалося застосунку для тренування словникового запасу Parley, який отримав новий інтерфейс практики та підтримку сполучення.
- Marble, віртуальний глобус отримав функцію планування маршруту та можливість завантаження даних, що робить можливим його використання без наявності підключення до Інтернету.

### KDE 4.6
KDE 4.6 було випущено 26 січня 2011 року.

#### Покращення стільниці

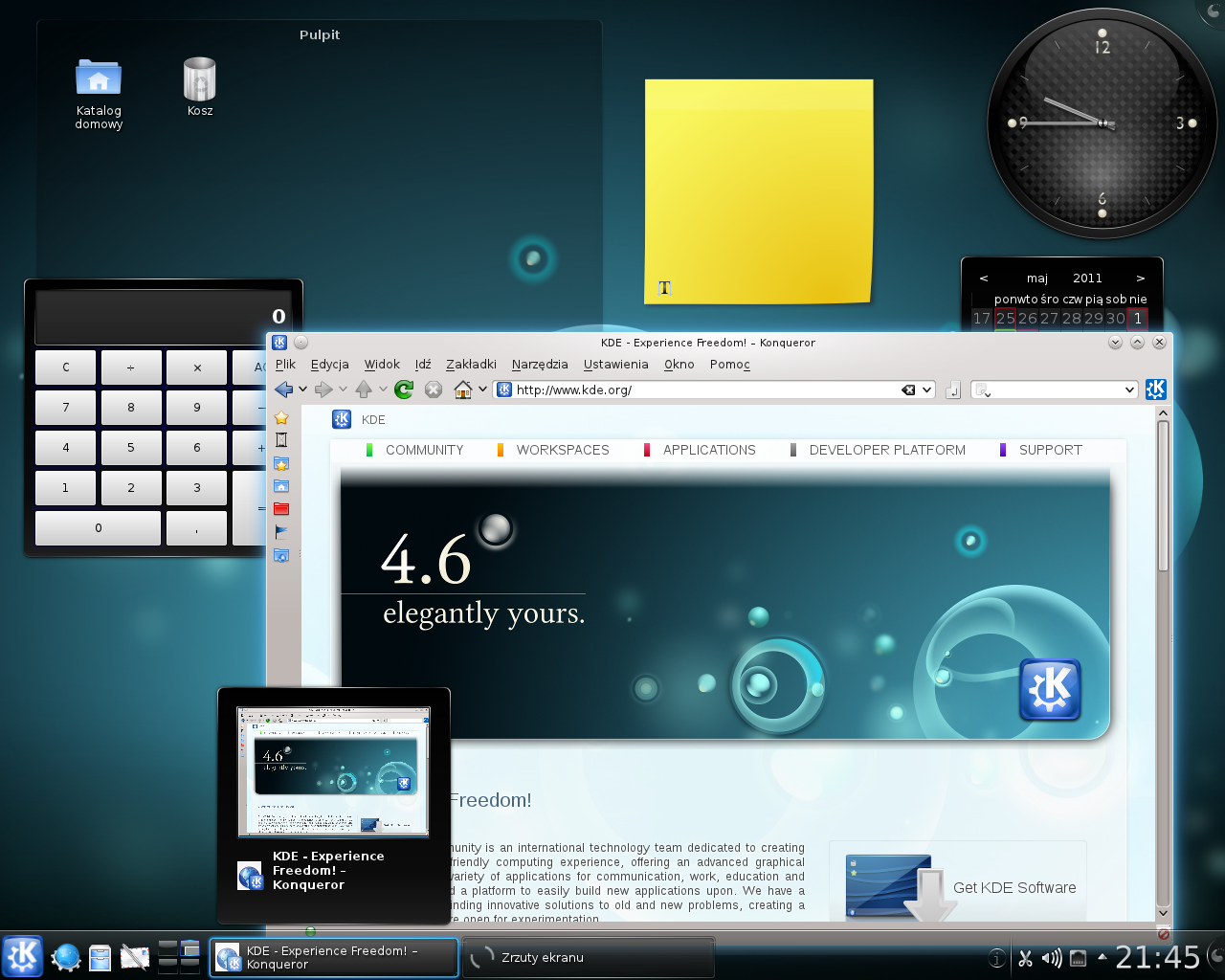
KDE 4.6

Система «кімнат» була перероблена, задля спрощення її використання. Клацнувши правою кнопкою миші по заголовку вікна, тепер можна зробити застосунки та файли частиною Кімнати. Процес додавання, перейменування та видалення Кімнат також було покращено.
Керування живленням було повністю перероблене. Налаштування живлення стало більш легким для розуміння.
Значно збільшена швидкість роботи KWin, віконного менеджера.
Решта змін включає:
- Оновлену систему повідомлень. Тепер можна розміщувати системні повідомлення у будь-якому місці на екрані, просто перетаскуючи вікно повідомлень. Історія повідомлень та завдано тепер виглядає чистіше.
- Цифровий годинник був оновлений і тепер підтримує тінь для тексту, що покращує читабельність для деяких шпалер та тем.
- Панель завдань тепер підтримує запуск застосунків. Для створення кнопки швидкого запуску застосунку треба лише перетягнути його іконку на панель, або закріпити виконуваний застосунок, клацнувши на ньому та вибравши відповідний пункт у меню.

#### Нові та покращені застосунки

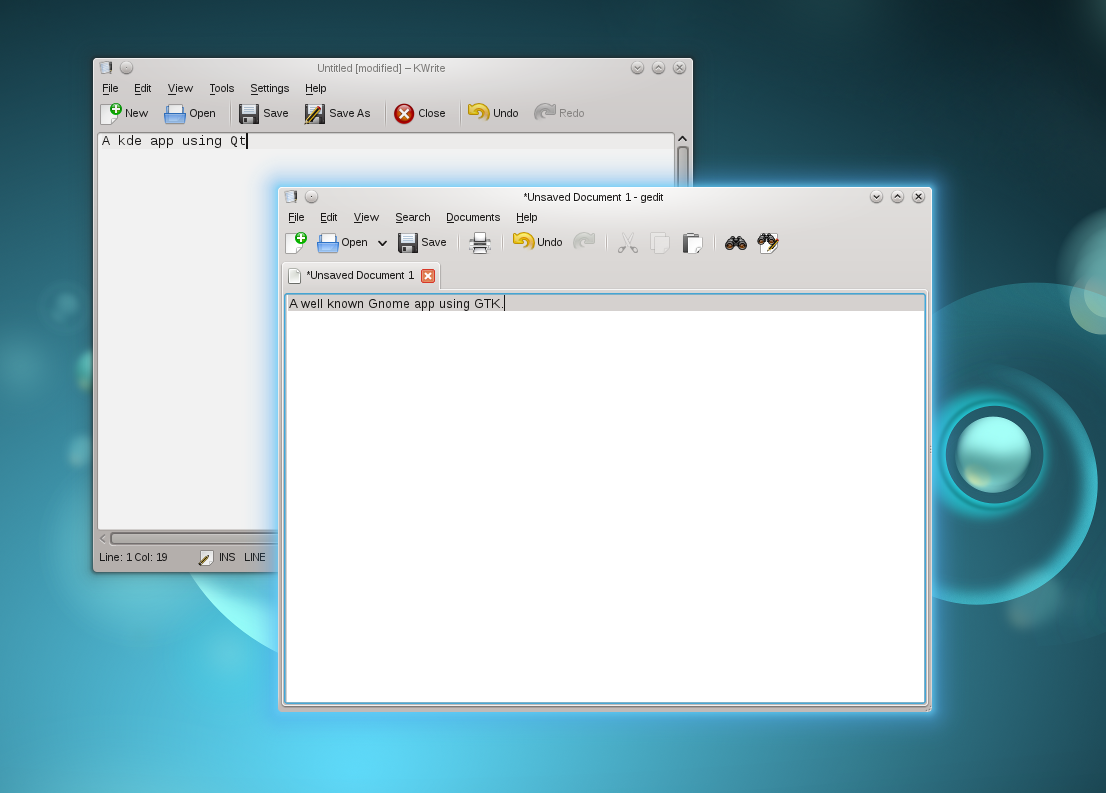
KDE 4.6 із запущеними Gedit та KWrite

Пошуковий інтерфейс Kfind та файловий менеджер Dolphin були об'єднані у просту пошукову панель.
Текстовий редактор Kate отримав чисельні поліпшення із цим релізом:
- Відновлення незбережених даних для локальних файлів під час наступного запуску
- Завжди завантажені плаґіни
- Скрипти та комбінації клавіш

Gwenview, переглядач зображень за замовчуванням із KDE отримав кнопку «Поділитися».
KSnapshot тепер може зробити скриншот будь-якої за формою зони екрану, має можливість включити курсор, а також отримав кнопку «Відправити», яка дає можливість ділитися скриншотами.

### KDE 4.7

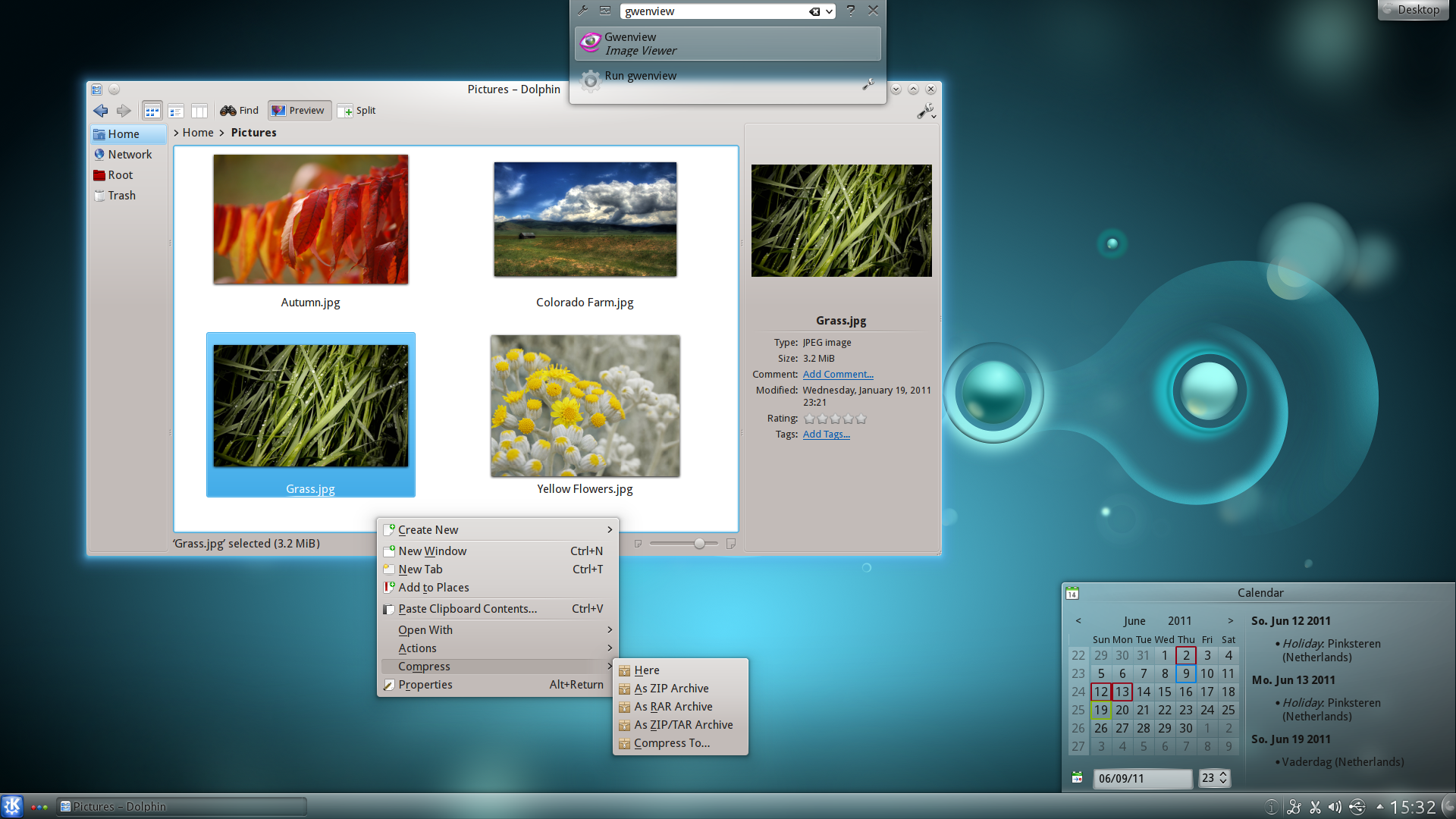
KDE 4.7

KDE 4.7 було опубліковано 27 липня 2011 року. Ця версія оновлює KWin і робить його сумісним із OpenGL ES 2.0, що дозволить портувати його на мобільні пристрої. Решта змін, таких як використання Qt Quick було зроблені для покрашення портабельності. Окрім того, ця версія привносить оновлення та удосконалення до Plasma такі як поліпшення мережевого управління та оновлення деяких віджетів (наприклад, меню Kickoff), а також Кімнат.
Окрім того, було оновлено багато застосунків:
- Dolphin отримав більш чистий інтерфейс
- Marble, віртуальний глобус, тепер підтримує голосове керування, майстер створення карт та багато інших плаґінів
- База даних Kontact була портована у Akonadi, що дозволяє базі даних бути доступною з інших застосунків
- База даних KMail також була портована у Akonadi
- DigiKam отримав систему розпізнавання облич, систему версій зображень та систему тегів
- Інші застосунки, такі як Kate, Kalgebra, KStars та KDevelop також були оновлені у цьому релізі

Загалом версія KDE 4.7 виправляє більш ніж 12000 помилок.

### KDE 4.8

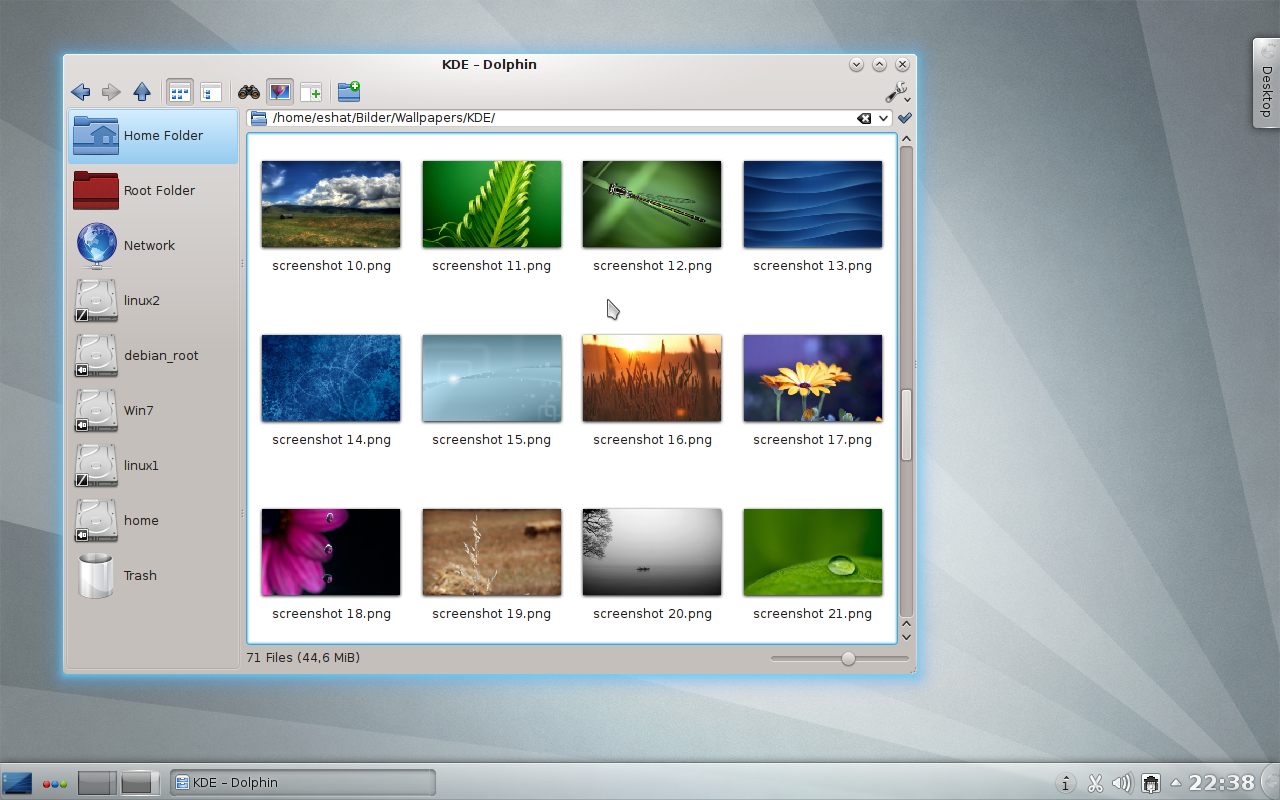
KDE 4.8

KDE 4.8 було випущено 25 січня 2012 року.
Продуктивність KWin була покращена за рахунок оптимізації рендерінгу ефектів.
Перемикання вікон, яке зазвичай призначається на Alt+Tab ↹, тепер існує у шести варіантах. Це особливо важливо для тих, хто не використовує Ефекти Стільниці. Налаштування перемикання можуть бути знайдені у вікні «Поведінка вікон» у Параметрах Системи.
Було покращено Систему Керування Живленням. Система більше не покладається на профілі, створені користувачем. Замість цього є три передустановки: від мережі змінного струму, від батареї та від батареї із низьким рівнем заряду. Окрім того, Система Керування Живленням тепер підтримує багатоекранний режим та адаптується до поточної «Кімнати». Це означає, що налаштування живлення можуть бути виставлені таким чином, щоб ніколи не зменшувати яскравість, або ніколи не вимикати екран у Фото чи Відео Кімнаті. Якщо треба, Керування Живленням може бути швидко відімкнутим за допомогою стільничного апплету батареї.
Окрім того, були внесені деякі поліпшення у застосунки:
- Dolphin пришвидшив свою роботу за рахунок введення нового рушія. Імена файлів більше не скорочуються
- Gwenview отримав деякі зміни у інтерфейсі
- Okular отримав додаткові можливості виділення тексту
- KMail отримав чисельні виправлення помилок та покращення продуктивності
- Kate отримав чисельні поліпшення: нову систему пошуку та заміни, поліпшення системи згортання коду та vi-подібного режиму перегляду, та виправлення близько 190 помилок
- Marble, віртуальний глобус тепер інтегрований із KRunner

### KDE 4.9

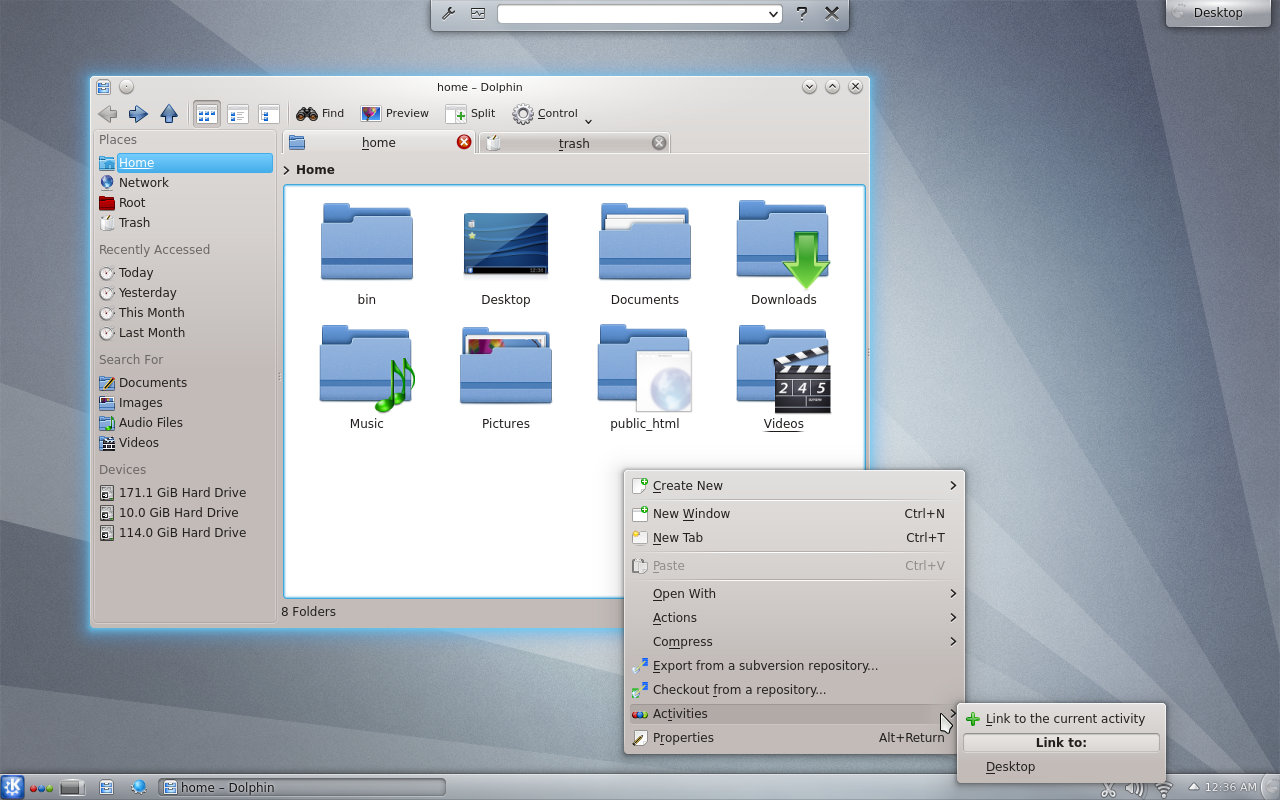
KDE 4.9

KDE 4.9 було випущено 1 серпня 2012 року. Файловий менеджер Dolphin тепер може відображати такі дані, як рейтинг, теги, розміри файлів та зображень, автори, дата та інше. Окрім того, він підтримує сортування за цими критеріями.
Емулятор терміналу Konsole тепер має можливість виконувати пошук за виділеним текстом. Користувачі мають більше можливостей для організації вікон терміналів шляхом від'єднування вкладок та перетаскування їх, що створює нове вікно з цієї вкладки. Існуючі вкладки можуть також бути клоновані.
Окрім того, були внесені зміни у деякі застосунки:
- Kontact, який тепер має майстер імпортування параметрів
- Пакет освітніх програм Kdeedu отримав деякі поліпшення, у тому числі нову гру для тренування пам'яті Pairs та покращення у програмах Rocs та KStars
- Значна частина ігор із пакету Kdegames була оновлена

### KDE 4.10
KDE 4.10 було випущено 6 лютого 2013 року. Багато старих застосунків Plasma було переписано на QML. Окрім того, удосконалено віджет панелі задач: поліпшена робота групування вікон. Також було покращену систему сповіщень.KWin було інтегровано із системою отримання даних, що дозволяє завантажувати нові ефекти та скрипти безпосередньо у діалоговому вікні KWin. Окрім того, було написано нову анімацію максимізації вікна.
Зміни також стосувалися декількох застосунків:
- У Kate покращено систему сповіщень, додано режим мінікарти, створено новий додаток керування проектами, тощо
- У Konsole було повернуто можливість копіювання вмісту екрану та роботи з сигналами, як це було у KDE 3
- Okular тепер працює значно швидше

### KDE 4.11
KDE 4.11 було випущено 14 серпня 2013 року. Панель задач була переписана на Qt Quick, що поліпшує її інтегрованість із іншими віджетами та надає більш передбачувану поведінку. Покращена робота з декількома моніторами.
Окрім того, було зроблено значні зміни роботі деяких застосунків:
- Dolphin тепер працює значно швидше та споживає менше оперативної пам'яті
- Kontact тепер працює швидше
- Kate отримав розширену підтримку мов програмування, що надає можливості статичного та динамічного доповнення, перевірки синтаксису, вставлення фрагментів коду, тощо

### KDE 4.12
KDE 4.12 було випущено 18 грудня 2013 року. Цей реліз вносить чисельні покращення у застосунки, пришвидшуючи їх роботу та розширюючи їх функціонал. Наприклад, текстовий редактор Kate отримав кращу інтеграцію додатків для програмування мовою Python та початкову підтримку макросів Vim. Крім того, впроваджено декілька змін у ігри та освітні застосунки.

### KDE 4.13
KDE 4.13 було випущено 16 квітня 2014 року. У цій версії було значно покращено систему семантичного пошуку.
Окрім того:
- Було поліпшено інтерфейс та розширено можливості програми для перегляду документів Okular та текстового редактора Kate
- Тепер KMail підтримує збереження великих даних на сервері хмари. Передбачено підтримку Dropbox, Box, KolabServer, YouSendIt, Ubuntu One, hubiC та керування службою із використанням протоколу WebDAV

### KDE 4.14
KDE 4.14 було випущено 20 серпня 2014 року. Ця версія, в основному, стосується виправлення помилок, а не впровадження нових можливостей. Розробку поточних версій Plasma 4 та платформи для розробки KDE було заморожено, зусилля розробників зосереджені на перехід на нову версію Plasma 5.

## Історія випусків
| Дата                   | Подія |
| 4.0                    | 4.0 |
| ---------------------- | --- |
| 2 квітня 2007 року     | Замороження підсистеми. Від цієї дати жодна нова підсистема або велика зміна не може бути впроваджена в kdelibs.                             |
| 1 травня 2007 року     | Замороження API kdelibs. API kdelibs були частково заморожені. Це означає, що вносити зміни може тільки невелика група головних розробників. |
| 11 травня 2007 року    | Alpha 1 |
| 1 червня 2007 року     | Замороження trunk/KDE. Заморожений для нових або відновлених програм.                                                                        |
| 4 липня 2007 року      | Alpha 2 |
| 24 липня 2007 року     | Замороження головних бібліотек |
| 2 серпня 2007 року     | Beta 1 |
| 6 вересня 2007 року    | Заморожене додавання нових функцій |
| 18 жовтня 2007 року    | Beta 3 |
| 24 жовтня 2007 року    | Замороження релізу KDE 4. |
| 30 жовтня 2007 року    | Beta 4 |
| 20 листопада 2007 року | Release Candidate 1 |
| 20 листопада 2007 року | Реліз KDE Development Platform |
| 11 грудна 2007 року    | Release Candidate 2 Можуть бути виправлені тільки серйозні помилки                                                                           |
| 11 січня 2008 року     | Випуск KDE 4.0 |
| 4 червня 2008 року     | KDE 4.0.5 |
| 4.1                    | |
| 29 квітня 2008 року    | Alpha 1 |
| 19 травня 2008 року    | Кінець додавання функцій |
| 27 травня 2008 року    | Beta 1 |
| 24 червня 2008 року    | Beta 2 |
| 15 липня 2008 року     | Release Candidate 1 |
| 29 липня 2008 року     | Випуск KDE 4.1 |
| 13 січня 2008 року     | KDE 4.1.4 |
| 4.2                    | |
| 17 листопада 2008 року | Кінець додавання функцій |
| 26 листопада 2008 року | Beta 1 |
| 18 грудня 2008 року    | Beta 2 |
| 13 січня 2009 року     | Release Candidate 1 |
| 27 січня 2009 року     | Випуск KDE 4.2 |
| 2 червня 2009 року     | KDE 4.2.4 |
| 4.3                    | |
| 4 травня 2009 року     | Кінець додавання функцій |
| 12 травня 2009 року    | Beta 1 |
| 9 червня 2009 року     | Beta 2 |
| 30 червня 2009 року    | Release Candidate 1 |
| 9 липня 2009 року      | Release Candidate 2 |
| 22 липня 2009 року     | Release Candidate 3 |
| 4 серпня 2009 року     | Випуск KDE 4.3 |
| 26 січня 2010 року     | KDE 4.3.5 |
| 4.4                    | |
| 25 листопада 2009 року | Кінець додавання функцій |
| 4 грудня 2009 року     | Beta 1 |
| 21 грудня 2009 року    | Beta 2 |
| 8 січня 2010 року      | Release Candidate 1 |
| 25 січня 2010 року     | Release Candidate 2 |
| 1 лютого 2010 року     | Release Candidate 3 |
| 9 лютого 2010 року     | Випуск KDE 4.4 |
| 30 червня 2010 року    | KDE 4.4.5 |
| 4.5                    | |
| 11 травня 2010 року    | Кінець додавання функцій |
| 26 травня 2010 року    | Beta 1 |
| 9 червня 2010 року     | Beta 2 |
| 27 червня 2010 року    | Release Candidate 1 |
| 8 липня 2010 року      | Release Candidate 2 |
| 26 липня 2010 року     | Release Candidate 3 |
| 10 серпня 2010 року    | Випуск KDE 4.5 |
| 7 січня 2011 року      | KDE 4.5.5 |
| 4.6                    | |
| 11 листопада 2010 року | Кінець додавання функцій |
| 24 листопада 2010 року | Beta 1 |
| 8 грудня 2010 року     | Beta 2 |
| 23 грудня 2010 року    | Release Candidate 1 |
| 5 січня 2011 року      | Release Candidate 2 |
| 26 січня 2011 року     | Випуск KDE 4.6 |
| 5 липня 2011 року      | KDE 4.6.5 |
| 4.7                    | |
| 12 травня 2011 року    | Кінець додавання функцій |
| 25 травня 2011 року    | Beta 1 |
| 8 червня 2011 року     | Beta 2 |
| 22 червня 2011 року    | Release Candidate 1 |
| 6 липня 2011 року      | Release Candidate 2 |
| 27 липня 2011 року     | Випуск KDE 4.7 |
| 6 грудня 2011 року     | KDE 4.7.4 |
| 4.8                    | |
| 10 листопада 2011 року | Кінець додавання функцій |
| 23 листопада 2011 року | Beta 1 |
| 7 грудня 2011 року     | Beta 2 |
| 21 грудня 2011 року    | Release Candidate 1 |
| 4 січня 2012 року      | Release Candidate 2 |
| 25 січня 2012 року     | Випуск KDE 4.8 |
| 6 серпня 2012 року     | KDE 4.8.5 |
| 4.9                    | |
| 3 травня 2012 року     | Кінець додавання функцій |
| 30 травня 2012 року    | Beta 1 |
| 13 червня 2012 року    | Beta 2 |
| 27 червня 2012 року    | Release Candidate 1 |
| 11 липня 2012 року     | Release Candidate 2 |
| 1 серпня 2012 року     | Випуск KDE 4.9 |
| 2 січня 2013 року      | KDE 4.9.5 |
| 4.10                   | |
| 25 жовтня 2012 року    | Кінець додавання функцій |
| 21 листопада 2012 року | Beta 1 |
| 5 грудня 2012 року     | Beta 2 |
| 19 грудня 2012 року    | Release Candidate 1 |
| 4 січня 2013 року      | Release Candidate 2 |
| 18 січня 2013 року     | Release Candidate 3 |
| 6 лютого 2013 року     | Випуск KDE 4.10 |
| 2 липня 2013 року      | KDE 4.10.5 |
| 4.11                   | |
| 22 травня 2013 року    | Кінець додавання функцій |
| 12 червня 2013 року    | Beta 1 |
| 26 червня 2013 року    | Beta 2 |
| 10 липня 2013 року     | Release Candidate 1 |
| 24 липня 2013 року     | Release Candidate 2 |
| 14 серпня 2013 року    | Випуск KDE 4.11 |
| 4.12                   | |
| 30 жовтня 2013 року    | Кінець додавання функцій |
| 6 листопада 2013 року  | Beta 1 |
| 13 листопада 2013 року | Beta 2 |
| 20 листопада 2013 року | Beta 3 |
| 27 листопада 2013 року | Release Candidate |
| 18 грудня 2013 року    | Випуск KDE 4.12 |
| 4.13                   | |
| 26 лютого 2014 року    | Кінець додавання функцій |
| 5 березня 2014 року    | Beta 1 |
| 12 березня 2014 року   | Beta 2 |
| 19 березня 2014 року   | Beta 3 |
| 26 березня 2014 року   | Release Candidate |
| 16 квітня 2014 року    | Випуск KDE 4.13 |
| 4.14                   | |
| 25 червня 2014 року    | Кінець додавання функцій |
| 9 липня 2014 року      | Beta 1 |
| 16 липня 2014 року     | Beta 2 |
| 23 липня 2014 року     | Beta 3 |
| 30 липня 2014 року     | Release Candidate |
| 20 серпня 2014 року    | Випуск KDE 4.14 |

## Виноски
1. ↑  KDE Ships Applications and Platform 4.14.3 — 2014.
2. ↑  KDE 4.0 Release Announcement. Архів оригіналу за 15 квітня 2019. Процитовано 13 квітня 2015.
3. ↑  Порівняння використання енергії та пам'яті у GNOME, KDE, XFCE та LXDE. Архів оригіналу за 12 квітня 2015. Процитовано 13 квітня 2015.
4. ↑  KDE на Mac. Архів оригіналу за 7 квітня 2015. Процитовано 13 квітня 2015.
5. ↑  KDE на Windows. Архів оригіналу за 19 грудня 2014. Процитовано 13 квітня 2015. [Архівовано 2014-12-19 у Wayback Machine.]
6. ↑  KDE Commit-Digest. Архів оригіналу за 14 вересня 2011. Процитовано 13 квітня 2015.
7. ↑  Oxygen Team Unveils Wallpaper Collection for KDE 4.0. Архів оригіналу за 13 квітня 2015. Процитовано 13 квітня 2015.
8. ↑  The Road to KDE 4: Strigi and File Information Extraction. Архів оригіналу за 13 квітня 2015. Процитовано 13 квітня 2015.
9. ↑  KDE 4.0-alpha1 Release Announcement. Архів оригіналу за 13 квітня 2015. Процитовано 13 квітня 2015.
10. ↑  KDE 4.0-alpha2 Release Announcement. Архів оригіналу за 13 квітня 2015. Процитовано 13 квітня 2015.
11. ↑  KDE 4.0 Beta 1 Release Announcement. Архів оригіналу за 13 квітня 2015. Процитовано 13 квітня 2015.
12. ↑  KDE 4.0 Beta 2 Release Announcement. Архів оригіналу за 13 квітня 2015. Процитовано 13 квітня 2015.
13. ↑  KDE 4.0 Beta 3 Release Announcement. Архів оригіналу за 13 квітня 2015. Процитовано 13 квітня 2015.
14. ↑  KDE 4.0 Beta 4. Архів оригіналу за 22 квітня 2015. Процитовано 13 квітня 2015.
15. ↑  KDE 4.0 Platform Release Candidate 1. Архів оригіналу за 13 квітня 2015. Процитовано 13 квітня 2015.
16. ↑  KDE 4.0 Release Candidate 1. Архів оригіналу за 21 квітня 2015. Процитовано 13 квітня 2015.
17. ↑  KDE 4.0 Release Candidate 2. Архів оригіналу за 22 квітня 2015. Процитовано 13 квітня 2015.
18. ↑  KDE 4.0 Released. Архів оригіналу за 11 квітня 2015. Процитовано 13 квітня 2015.
19. ↑  KDE: It's time for a fork. Архів оригіналу за 13 квітня 2015. Процитовано 13 квітня 2015.
20. ↑  KDE 4.1 Release Announcement. Архів оригіналу за 9 листопада 2020. Процитовано 13 квітня 2015.
21. ↑  KDE 4.1 Release Goals. Архів оригіналу за 2 серпня 2015. Процитовано 13 квітня 2015.
22. 1 2 3 4 5 6 7  KDE 4.2 Beta 1 Release Announcement. Архів оригіналу за 13 квітня 2015. Процитовано 13 квітня 2015.
23. ↑  KDE 4.2, NVIDIA, SkyOS, Dead Like Me. Архів оригіналу за 24 вересня 2015. Процитовано 13 квітня 2015.
24. 1 2  Оголошення про випуск KDE 4.3.0 Caizen. Архів оригіналу за 2 квітня 2015. Процитовано 13 квітня 2015.
25. ↑  KDE 4.3 Beta 1 Release Announcement. Архів оригіналу за 21 квітня 2015. Процитовано 13 квітня 2015.
26. ↑  Повідомлення про випуск KDE SC 4.4.0, Caikaku. Архів оригіналу за 2 квітня 2015. Процитовано 13 квітня 2015.
27. ↑  KDE Development Platform 4.5.0 gains performance, stability, new high-speed cache and support for WebKit. Архів оригіналу за 17 квітня 2015. Процитовано 13 квітня 2015.
28. 1 2  KDE Plasma Workspaces Improve User Experience. Архів оригіналу за 5 квітня 2015. Процитовано 13 квітня 2015.
29. ↑  KDE Applications 4.5.0 enhance usability and bring map routing. Архів оригіналу за 5 квітня 2015. Процитовано 13 квітня 2015.
30. 1 2  KDE Releases Workspaces 4.6.0. Архів оригіналу за 13 квітня 2015. Процитовано 13 квітня 2015.
31. 1 2 3 4  KDE Releases Applications 4.6.0. Архів оригіналу за 13 квітня 2015. Процитовано 13 квітня 2015.
32. ↑  Plasma Workspaces become more portable thanks to KWin. Архів оригіналу за 27 червня 2015. Процитовано 13 квітня 2015.
33. ↑  Updated KDE Applications Bring Many Exciting Features. Архів оригіналу за 6 квітня 2015. Процитовано 13 квітня 2015.
34. ↑  KDE Plasma Workspaces 4.8 Gain Adaptive Power Management. Архів оригіналу за 13 квітня 2015. Процитовано 13 квітня 2015.
35. ↑  KDE Applications 4.8 Offer Faster, More Scalable File Management. Архів оригіналу за 13 квітня 2015. Процитовано 13 квітня 2015.
36. 1 2  Робочі простори Плазми — Покращення у основних компонентах. Архів оригіналу за 4 квітня 2015. Процитовано 13 квітня 2015.
37. ↑  Програми KDE стали кращими і стабільнішими. Архів оригіналу за 4 квітня 2015. Процитовано 13 квітня 2015.
38. ↑  Збірка програмного забезпечення KDE 4.10. Архів оригіналу за 2 квітня 2015. Процитовано 13 квітня 2015.
39. ↑  У програмах KDE покращено зручність користування, швидкодію. Тепер ви зможете побачити Марс!. Архів оригіналу за 4 квітня 2015. Процитовано 13 квітня 2015.
40. ↑  Збірка програмного забезпечення KDE 4.11. Архів оригіналу за 30 березня 2015. Процитовано 13 квітня 2015.
41. ↑  У програмах KDE 4.11 зроблено величезний крок вперед у керуванні особистими даними та загальному покращенні роботи. Архів оригіналу за 5 квітня 2015. Процитовано 13 квітня 2015.
42. ↑  У програмах KDE 4.12 зроблено величезний крок вперед у керуванні особистими даними та загальному покращенні роботи. Архів оригіналу за 13 квітня 2015. Процитовано 13 квітня 2015.
43. ↑  У програмах KDE 4.13 оновлений семантичний пошук та нові можливості. Архів оригіналу за 10 вересня 2015. Процитовано 13 квітня 2015.
44. ↑  Збірка програмного забезпечення KDE 4.14. Архів оригіналу за 24 вересня 2015. Процитовано 13 квітня 2015.
45. ↑  KDE Announcements. Архів оригіналу за 19 березня 2015. Процитовано 13 квітня 2015.
46. ↑  KDE4/4.1 Release Schedule. Архів оригіналу за 13 квітня 2015. Процитовано 13 квітня 2015.
47. ↑  KDE4/4.2 Release Schedule. Архів оригіналу за 13 квітня 2015. Процитовано 13 квітня 2015.
48. ↑  KDE4/4.3 Release Schedule. Архів оригіналу за 13 квітня 2015. Процитовано 13 квітня 2015.
49. ↑  KDE4/4.4 Release Schedule. Архів оригіналу за 13 квітня 2015. Процитовано 13 квітня 2015.
50. ↑  KDE4/4.5 Release Schedule. Архів оригіналу за 13 квітня 2015. Процитовано 13 квітня 2015.
51. ↑  KDE4/4.6 Release Schedule. Архів оригіналу за 13 квітня 2015. Процитовано 13 квітня 2015.
52. ↑  KDE4/4.7 Release Schedule. Архів оригіналу за 13 квітня 2015. Процитовано 13 квітня 2015.
53. ↑  KDE4/4.8 Release Schedule. Архів оригіналу за 13 квітня 2015. Процитовано 13 квітня 2015.
54. ↑  KDE4/4.9 Release Schedule. Архів оригіналу за 29 березня 2015. Процитовано 13 квітня 2015.
55. ↑  KDE4/4.10 Release Schedule. Архів оригіналу за 13 липня 2015. Процитовано 13 квітня 2015.
56. ↑  KDE4/4.11 Release Schedule. Архів оригіналу за 26 березня 2015. Процитовано 13 квітня 2015.
57. ↑  KDE4/4.12 Release Schedule. Архів оригіналу за 13 травня 2015. Процитовано 13 квітня 2015.
58. ↑  KDE4/4.13 Release Schedule. Архів оригіналу за 9 січня 2015. Процитовано 13 квітня 2015.
59. ↑  KDE4/4.14 Release Schedule. Архів оригіналу за 2 квітня 2015. Процитовано 13 квітня 2015.